# Rošáda
Rošáda (dříve psaná i rocháda, do češtiny se dostalo přes celou řadu jazyků z perského rokh, což znamená válečný slon) je zvláštní tah v šachu. Jde o tah krále, kterého se účastní i věž a je to jediný tah, při kterém se zároveň pohybují dvě figury stejné barvy. Každý hráč může tento tah provést v partii nanejvýš jednou. Cílem rošády je přesunout krále na bezpečnější pozici na šachovnici a zároveň vyvinout svou vlastní věž.

## Definice

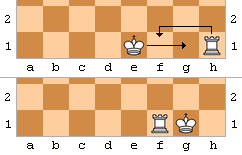
malá rošáda – královské křídlo: 0-0

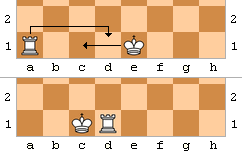
velká rošáda – dámské křídlo: 0-0-0

Král, kterým se při provádění rošády táhne nejdříve, udělá dva kroky ve směru věže. Pak krále tato věž přeskočí a postaví se na sousední pole. Při tom se rozlišuje mezi krátkou a dlouhou rošádou. Pokud se pohybuje král a bližší věž na královském křídle, jedná se o krátkou rošádu – v šachové notaci se značí symbolem 0-0. Při tahu krále a vzdálené věže na dámském křídle se jedná o dlouhou rošádu – v šachové notaci se značí symbolem 0-0-0.
Existují celkem 4 možné rošádové tahy:
- Ke1-c1 a Va1-d1 (dlouhá bílá rošáda)
- Ke1-g1 a Vh1-f1 (krátká bílá rošáda)
- Ke8-c8 a Va8-d8 (dlouhá černá rošáda)
- Ke8-g8 a Vh8-f8 (krátká černá rošáda)

Rošáda může být provedena pouze tehdy když
1. králem nebylo ještě taženo
2. s příslušnou věží nebylo ještě taženo
3. mezi králem a věží nestojí žádná jiná figura
4. král nesmí přejít přes žádné pole, které ohrožuje nepřátelská figura (byl by v šachu)
5. král před provedením a po provedení rošády nestojí v pozici šach
6. král a vybraná věž musí stát na stejné řadě

Věž může přecházet přes ohrožené pole nebo může být ohrožena nepřátelskou figurou. Rošáda patří mezi tahy králem. Pravidla FIDE výslovně určují, že tah je nutné provést jednou rukou, a to platí i pro rošádu. Pokud hráč neprovede rošádu v souladu s pravidly a soupeř tuto skutečnost reklamuje u rozhodčího, musí hráč v některých případech namísto rošády provést jiný tah králem (například může udělat rošádu na opačnou stranu). Pokud není možný žádný jiný tah králem v souladu s pravidly, může udělat libovolný jiný tah (tzn. nemusí nezbytně hrát věží).
Pokud neplatí podmínka (1) a (2), je zakázáno provést příslušnou rošádu navždy (do konce partie). Pokud nejsou splněny podmínky (3) až (5) je zákaz udělat rošádu pouze dočasný.
Traduje se, že podmínka (6), zdánlivě nadbytečná, byla Mezinárodní šachovou federací přijata roku 1972, aby se znemožnilo provádět rošádu vertikálně pomocí pěšce proměněného na sloupci e ve věž. Tento způsob rošády byl „objeven“ nizozemským šachistou Maxem Pamem a použit jeho krajanem Timem Krabbé v jedné žertovné šachové úloze. Ve skutečnosti je rošáda takto definována už v pravidlech FIDE z roku 1931.
V kompozičním šachu se rošáda vždy považuje za povolenou, pokud nelze retrográdní analýzou prokázat, že před dosažením úvodní pozice úlohy bylo králem či věží pohnuto.

## Opačné rošády
|   | a | b | c | d | e | f | g | h |   |
| 8 | c8 černý věž · d8 černý dáma · f8 černý věž · g8 černý král · a7 černý pěšec · b7 černý pěšec · d7 černý střelec · e7 černý pěšec · f7 černý pěšec · g7 černý střelec · d6 černý pěšec · f6 černý jezdec · g6 černý pěšec · e5 černý jezdec · h5 černý pěšec · d4 bílý jezdec · e4 bílý pěšec · h4 bílý pěšec · b3 bílý střelec · c3 bílý jezdec · e3 bílý střelec · f3 bílý pěšec · a2 bílý pěšec · b2 bílý pěšec · c2 bílý pěšec · d2 bílý dáma · g2 bílý pěšec · c1 bílý král · d1 bílý věž · h1 bílý věž | c8 černý věž · d8 černý dáma · f8 černý věž · g8 černý král · a7 černý pěšec · b7 černý pěšec · d7 černý střelec · e7 černý pěšec · f7 černý pěšec · g7 černý střelec · d6 černý pěšec · f6 černý jezdec · g6 černý pěšec · e5 černý jezdec · h5 černý pěšec · d4 bílý jezdec · e4 bílý pěšec · h4 bílý pěšec · b3 bílý střelec · c3 bílý jezdec · e3 bílý střelec · f3 bílý pěšec · a2 bílý pěšec · b2 bílý pěšec · c2 bílý pěšec · d2 bílý dáma · g2 bílý pěšec · c1 bílý král · d1 bílý věž · h1 bílý věž | c8 černý věž · d8 černý dáma · f8 černý věž · g8 černý král · a7 černý pěšec · b7 černý pěšec · d7 černý střelec · e7 černý pěšec · f7 černý pěšec · g7 černý střelec · d6 černý pěšec · f6 černý jezdec · g6 černý pěšec · e5 černý jezdec · h5 černý pěšec · d4 bílý jezdec · e4 bílý pěšec · h4 bílý pěšec · b3 bílý střelec · c3 bílý jezdec · e3 bílý střelec · f3 bílý pěšec · a2 bílý pěšec · b2 bílý pěšec · c2 bílý pěšec · d2 bílý dáma · g2 bílý pěšec · c1 bílý král · d1 bílý věž · h1 bílý věž | c8 černý věž · d8 černý dáma · f8 černý věž · g8 černý král · a7 černý pěšec · b7 černý pěšec · d7 černý střelec · e7 černý pěšec · f7 černý pěšec · g7 černý střelec · d6 černý pěšec · f6 černý jezdec · g6 černý pěšec · e5 černý jezdec · h5 černý pěšec · d4 bílý jezdec · e4 bílý pěšec · h4 bílý pěšec · b3 bílý střelec · c3 bílý jezdec · e3 bílý střelec · f3 bílý pěšec · a2 bílý pěšec · b2 bílý pěšec · c2 bílý pěšec · d2 bílý dáma · g2 bílý pěšec · c1 bílý král · d1 bílý věž · h1 bílý věž | c8 černý věž · d8 černý dáma · f8 černý věž · g8 černý král · a7 černý pěšec · b7 černý pěšec · d7 černý střelec · e7 černý pěšec · f7 černý pěšec · g7 černý střelec · d6 černý pěšec · f6 černý jezdec · g6 černý pěšec · e5 černý jezdec · h5 černý pěšec · d4 bílý jezdec · e4 bílý pěšec · h4 bílý pěšec · b3 bílý střelec · c3 bílý jezdec · e3 bílý střelec · f3 bílý pěšec · a2 bílý pěšec · b2 bílý pěšec · c2 bílý pěšec · d2 bílý dáma · g2 bílý pěšec · c1 bílý král · d1 bílý věž · h1 bílý věž | c8 černý věž · d8 černý dáma · f8 černý věž · g8 černý král · a7 černý pěšec · b7 černý pěšec · d7 černý střelec · e7 černý pěšec · f7 černý pěšec · g7 černý střelec · d6 černý pěšec · f6 černý jezdec · g6 černý pěšec · e5 černý jezdec · h5 černý pěšec · d4 bílý jezdec · e4 bílý pěšec · h4 bílý pěšec · b3 bílý střelec · c3 bílý jezdec · e3 bílý střelec · f3 bílý pěšec · a2 bílý pěšec · b2 bílý pěšec · c2 bílý pěšec · d2 bílý dáma · g2 bílý pěšec · c1 bílý král · d1 bílý věž · h1 bílý věž | c8 černý věž · d8 černý dáma · f8 černý věž · g8 černý král · a7 černý pěšec · b7 černý pěšec · d7 černý střelec · e7 černý pěšec · f7 černý pěšec · g7 černý střelec · d6 černý pěšec · f6 černý jezdec · g6 černý pěšec · e5 černý jezdec · h5 černý pěšec · d4 bílý jezdec · e4 bílý pěšec · h4 bílý pěšec · b3 bílý střelec · c3 bílý jezdec · e3 bílý střelec · f3 bílý pěšec · a2 bílý pěšec · b2 bílý pěšec · c2 bílý pěšec · d2 bílý dáma · g2 bílý pěšec · c1 bílý král · d1 bílý věž · h1 bílý věž | c8 černý věž · d8 černý dáma · f8 černý věž · g8 černý král · a7 černý pěšec · b7 černý pěšec · d7 černý střelec · e7 černý pěšec · f7 černý pěšec · g7 černý střelec · d6 černý pěšec · f6 černý jezdec · g6 černý pěšec · e5 černý jezdec · h5 černý pěšec · d4 bílý jezdec · e4 bílý pěšec · h4 bílý pěšec · b3 bílý střelec · c3 bílý jezdec · e3 bílý střelec · f3 bílý pěšec · a2 bílý pěšec · b2 bílý pěšec · c2 bílý pěšec · d2 bílý dáma · g2 bílý pěšec · c1 bílý král · d1 bílý věž · h1 bílý věž | 8 |
| 7 | c8 černý věž · d8 černý dáma · f8 černý věž · g8 černý král · a7 černý pěšec · b7 černý pěšec · d7 černý střelec · e7 černý pěšec · f7 černý pěšec · g7 černý střelec · d6 černý pěšec · f6 černý jezdec · g6 černý pěšec · e5 černý jezdec · h5 černý pěšec · d4 bílý jezdec · e4 bílý pěšec · h4 bílý pěšec · b3 bílý střelec · c3 bílý jezdec · e3 bílý střelec · f3 bílý pěšec · a2 bílý pěšec · b2 bílý pěšec · c2 bílý pěšec · d2 bílý dáma · g2 bílý pěšec · c1 bílý král · d1 bílý věž · h1 bílý věž | c8 černý věž · d8 černý dáma · f8 černý věž · g8 černý král · a7 černý pěšec · b7 černý pěšec · d7 černý střelec · e7 černý pěšec · f7 černý pěšec · g7 černý střelec · d6 černý pěšec · f6 černý jezdec · g6 černý pěšec · e5 černý jezdec · h5 černý pěšec · d4 bílý jezdec · e4 bílý pěšec · h4 bílý pěšec · b3 bílý střelec · c3 bílý jezdec · e3 bílý střelec · f3 bílý pěšec · a2 bílý pěšec · b2 bílý pěšec · c2 bílý pěšec · d2 bílý dáma · g2 bílý pěšec · c1 bílý král · d1 bílý věž · h1 bílý věž | c8 černý věž · d8 černý dáma · f8 černý věž · g8 černý král · a7 černý pěšec · b7 černý pěšec · d7 černý střelec · e7 černý pěšec · f7 černý pěšec · g7 černý střelec · d6 černý pěšec · f6 černý jezdec · g6 černý pěšec · e5 černý jezdec · h5 černý pěšec · d4 bílý jezdec · e4 bílý pěšec · h4 bílý pěšec · b3 bílý střelec · c3 bílý jezdec · e3 bílý střelec · f3 bílý pěšec · a2 bílý pěšec · b2 bílý pěšec · c2 bílý pěšec · d2 bílý dáma · g2 bílý pěšec · c1 bílý král · d1 bílý věž · h1 bílý věž | c8 černý věž · d8 černý dáma · f8 černý věž · g8 černý král · a7 černý pěšec · b7 černý pěšec · d7 černý střelec · e7 černý pěšec · f7 černý pěšec · g7 černý střelec · d6 černý pěšec · f6 černý jezdec · g6 černý pěšec · e5 černý jezdec · h5 černý pěšec · d4 bílý jezdec · e4 bílý pěšec · h4 bílý pěšec · b3 bílý střelec · c3 bílý jezdec · e3 bílý střelec · f3 bílý pěšec · a2 bílý pěšec · b2 bílý pěšec · c2 bílý pěšec · d2 bílý dáma · g2 bílý pěšec · c1 bílý král · d1 bílý věž · h1 bílý věž | c8 černý věž · d8 černý dáma · f8 černý věž · g8 černý král · a7 černý pěšec · b7 černý pěšec · d7 černý střelec · e7 černý pěšec · f7 černý pěšec · g7 černý střelec · d6 černý pěšec · f6 černý jezdec · g6 černý pěšec · e5 černý jezdec · h5 černý pěšec · d4 bílý jezdec · e4 bílý pěšec · h4 bílý pěšec · b3 bílý střelec · c3 bílý jezdec · e3 bílý střelec · f3 bílý pěšec · a2 bílý pěšec · b2 bílý pěšec · c2 bílý pěšec · d2 bílý dáma · g2 bílý pěšec · c1 bílý král · d1 bílý věž · h1 bílý věž | c8 černý věž · d8 černý dáma · f8 černý věž · g8 černý král · a7 černý pěšec · b7 černý pěšec · d7 černý střelec · e7 černý pěšec · f7 černý pěšec · g7 černý střelec · d6 černý pěšec · f6 černý jezdec · g6 černý pěšec · e5 černý jezdec · h5 černý pěšec · d4 bílý jezdec · e4 bílý pěšec · h4 bílý pěšec · b3 bílý střelec · c3 bílý jezdec · e3 bílý střelec · f3 bílý pěšec · a2 bílý pěšec · b2 bílý pěšec · c2 bílý pěšec · d2 bílý dáma · g2 bílý pěšec · c1 bílý král · d1 bílý věž · h1 bílý věž | c8 černý věž · d8 černý dáma · f8 černý věž · g8 černý král · a7 černý pěšec · b7 černý pěšec · d7 černý střelec · e7 černý pěšec · f7 černý pěšec · g7 černý střelec · d6 černý pěšec · f6 černý jezdec · g6 černý pěšec · e5 černý jezdec · h5 černý pěšec · d4 bílý jezdec · e4 bílý pěšec · h4 bílý pěšec · b3 bílý střelec · c3 bílý jezdec · e3 bílý střelec · f3 bílý pěšec · a2 bílý pěšec · b2 bílý pěšec · c2 bílý pěšec · d2 bílý dáma · g2 bílý pěšec · c1 bílý král · d1 bílý věž · h1 bílý věž | c8 černý věž · d8 černý dáma · f8 černý věž · g8 černý král · a7 černý pěšec · b7 černý pěšec · d7 černý střelec · e7 černý pěšec · f7 černý pěšec · g7 černý střelec · d6 černý pěšec · f6 černý jezdec · g6 černý pěšec · e5 černý jezdec · h5 černý pěšec · d4 bílý jezdec · e4 bílý pěšec · h4 bílý pěšec · b3 bílý střelec · c3 bílý jezdec · e3 bílý střelec · f3 bílý pěšec · a2 bílý pěšec · b2 bílý pěšec · c2 bílý pěšec · d2 bílý dáma · g2 bílý pěšec · c1 bílý král · d1 bílý věž · h1 bílý věž | 7 |
| 6 | c8 černý věž · d8 černý dáma · f8 černý věž · g8 černý král · a7 černý pěšec · b7 černý pěšec · d7 černý střelec · e7 černý pěšec · f7 černý pěšec · g7 černý střelec · d6 černý pěšec · f6 černý jezdec · g6 černý pěšec · e5 černý jezdec · h5 černý pěšec · d4 bílý jezdec · e4 bílý pěšec · h4 bílý pěšec · b3 bílý střelec · c3 bílý jezdec · e3 bílý střelec · f3 bílý pěšec · a2 bílý pěšec · b2 bílý pěšec · c2 bílý pěšec · d2 bílý dáma · g2 bílý pěšec · c1 bílý král · d1 bílý věž · h1 bílý věž | c8 černý věž · d8 černý dáma · f8 černý věž · g8 černý král · a7 černý pěšec · b7 černý pěšec · d7 černý střelec · e7 černý pěšec · f7 černý pěšec · g7 černý střelec · d6 černý pěšec · f6 černý jezdec · g6 černý pěšec · e5 černý jezdec · h5 černý pěšec · d4 bílý jezdec · e4 bílý pěšec · h4 bílý pěšec · b3 bílý střelec · c3 bílý jezdec · e3 bílý střelec · f3 bílý pěšec · a2 bílý pěšec · b2 bílý pěšec · c2 bílý pěšec · d2 bílý dáma · g2 bílý pěšec · c1 bílý král · d1 bílý věž · h1 bílý věž | c8 černý věž · d8 černý dáma · f8 černý věž · g8 černý král · a7 černý pěšec · b7 černý pěšec · d7 černý střelec · e7 černý pěšec · f7 černý pěšec · g7 černý střelec · d6 černý pěšec · f6 černý jezdec · g6 černý pěšec · e5 černý jezdec · h5 černý pěšec · d4 bílý jezdec · e4 bílý pěšec · h4 bílý pěšec · b3 bílý střelec · c3 bílý jezdec · e3 bílý střelec · f3 bílý pěšec · a2 bílý pěšec · b2 bílý pěšec · c2 bílý pěšec · d2 bílý dáma · g2 bílý pěšec · c1 bílý král · d1 bílý věž · h1 bílý věž | c8 černý věž · d8 černý dáma · f8 černý věž · g8 černý král · a7 černý pěšec · b7 černý pěšec · d7 černý střelec · e7 černý pěšec · f7 černý pěšec · g7 černý střelec · d6 černý pěšec · f6 černý jezdec · g6 černý pěšec · e5 černý jezdec · h5 černý pěšec · d4 bílý jezdec · e4 bílý pěšec · h4 bílý pěšec · b3 bílý střelec · c3 bílý jezdec · e3 bílý střelec · f3 bílý pěšec · a2 bílý pěšec · b2 bílý pěšec · c2 bílý pěšec · d2 bílý dáma · g2 bílý pěšec · c1 bílý král · d1 bílý věž · h1 bílý věž | c8 černý věž · d8 černý dáma · f8 černý věž · g8 černý král · a7 černý pěšec · b7 černý pěšec · d7 černý střelec · e7 černý pěšec · f7 černý pěšec · g7 černý střelec · d6 černý pěšec · f6 černý jezdec · g6 černý pěšec · e5 černý jezdec · h5 černý pěšec · d4 bílý jezdec · e4 bílý pěšec · h4 bílý pěšec · b3 bílý střelec · c3 bílý jezdec · e3 bílý střelec · f3 bílý pěšec · a2 bílý pěšec · b2 bílý pěšec · c2 bílý pěšec · d2 bílý dáma · g2 bílý pěšec · c1 bílý král · d1 bílý věž · h1 bílý věž | c8 černý věž · d8 černý dáma · f8 černý věž · g8 černý král · a7 černý pěšec · b7 černý pěšec · d7 černý střelec · e7 černý pěšec · f7 černý pěšec · g7 černý střelec · d6 černý pěšec · f6 černý jezdec · g6 černý pěšec · e5 černý jezdec · h5 černý pěšec · d4 bílý jezdec · e4 bílý pěšec · h4 bílý pěšec · b3 bílý střelec · c3 bílý jezdec · e3 bílý střelec · f3 bílý pěšec · a2 bílý pěšec · b2 bílý pěšec · c2 bílý pěšec · d2 bílý dáma · g2 bílý pěšec · c1 bílý král · d1 bílý věž · h1 bílý věž | c8 černý věž · d8 černý dáma · f8 černý věž · g8 černý král · a7 černý pěšec · b7 černý pěšec · d7 černý střelec · e7 černý pěšec · f7 černý pěšec · g7 černý střelec · d6 černý pěšec · f6 černý jezdec · g6 černý pěšec · e5 černý jezdec · h5 černý pěšec · d4 bílý jezdec · e4 bílý pěšec · h4 bílý pěšec · b3 bílý střelec · c3 bílý jezdec · e3 bílý střelec · f3 bílý pěšec · a2 bílý pěšec · b2 bílý pěšec · c2 bílý pěšec · d2 bílý dáma · g2 bílý pěšec · c1 bílý král · d1 bílý věž · h1 bílý věž | c8 černý věž · d8 černý dáma · f8 černý věž · g8 černý král · a7 černý pěšec · b7 černý pěšec · d7 černý střelec · e7 černý pěšec · f7 černý pěšec · g7 černý střelec · d6 černý pěšec · f6 černý jezdec · g6 černý pěšec · e5 černý jezdec · h5 černý pěšec · d4 bílý jezdec · e4 bílý pěšec · h4 bílý pěšec · b3 bílý střelec · c3 bílý jezdec · e3 bílý střelec · f3 bílý pěšec · a2 bílý pěšec · b2 bílý pěšec · c2 bílý pěšec · d2 bílý dáma · g2 bílý pěšec · c1 bílý král · d1 bílý věž · h1 bílý věž | 6 |
| 5 | c8 černý věž · d8 černý dáma · f8 černý věž · g8 černý král · a7 černý pěšec · b7 černý pěšec · d7 černý střelec · e7 černý pěšec · f7 černý pěšec · g7 černý střelec · d6 černý pěšec · f6 černý jezdec · g6 černý pěšec · e5 černý jezdec · h5 černý pěšec · d4 bílý jezdec · e4 bílý pěšec · h4 bílý pěšec · b3 bílý střelec · c3 bílý jezdec · e3 bílý střelec · f3 bílý pěšec · a2 bílý pěšec · b2 bílý pěšec · c2 bílý pěšec · d2 bílý dáma · g2 bílý pěšec · c1 bílý král · d1 bílý věž · h1 bílý věž | c8 černý věž · d8 černý dáma · f8 černý věž · g8 černý král · a7 černý pěšec · b7 černý pěšec · d7 černý střelec · e7 černý pěšec · f7 černý pěšec · g7 černý střelec · d6 černý pěšec · f6 černý jezdec · g6 černý pěšec · e5 černý jezdec · h5 černý pěšec · d4 bílý jezdec · e4 bílý pěšec · h4 bílý pěšec · b3 bílý střelec · c3 bílý jezdec · e3 bílý střelec · f3 bílý pěšec · a2 bílý pěšec · b2 bílý pěšec · c2 bílý pěšec · d2 bílý dáma · g2 bílý pěšec · c1 bílý král · d1 bílý věž · h1 bílý věž | c8 černý věž · d8 černý dáma · f8 černý věž · g8 černý král · a7 černý pěšec · b7 černý pěšec · d7 černý střelec · e7 černý pěšec · f7 černý pěšec · g7 černý střelec · d6 černý pěšec · f6 černý jezdec · g6 černý pěšec · e5 černý jezdec · h5 černý pěšec · d4 bílý jezdec · e4 bílý pěšec · h4 bílý pěšec · b3 bílý střelec · c3 bílý jezdec · e3 bílý střelec · f3 bílý pěšec · a2 bílý pěšec · b2 bílý pěšec · c2 bílý pěšec · d2 bílý dáma · g2 bílý pěšec · c1 bílý král · d1 bílý věž · h1 bílý věž | c8 černý věž · d8 černý dáma · f8 černý věž · g8 černý král · a7 černý pěšec · b7 černý pěšec · d7 černý střelec · e7 černý pěšec · f7 černý pěšec · g7 černý střelec · d6 černý pěšec · f6 černý jezdec · g6 černý pěšec · e5 černý jezdec · h5 černý pěšec · d4 bílý jezdec · e4 bílý pěšec · h4 bílý pěšec · b3 bílý střelec · c3 bílý jezdec · e3 bílý střelec · f3 bílý pěšec · a2 bílý pěšec · b2 bílý pěšec · c2 bílý pěšec · d2 bílý dáma · g2 bílý pěšec · c1 bílý král · d1 bílý věž · h1 bílý věž | c8 černý věž · d8 černý dáma · f8 černý věž · g8 černý král · a7 černý pěšec · b7 černý pěšec · d7 černý střelec · e7 černý pěšec · f7 černý pěšec · g7 černý střelec · d6 černý pěšec · f6 černý jezdec · g6 černý pěšec · e5 černý jezdec · h5 černý pěšec · d4 bílý jezdec · e4 bílý pěšec · h4 bílý pěšec · b3 bílý střelec · c3 bílý jezdec · e3 bílý střelec · f3 bílý pěšec · a2 bílý pěšec · b2 bílý pěšec · c2 bílý pěšec · d2 bílý dáma · g2 bílý pěšec · c1 bílý král · d1 bílý věž · h1 bílý věž | c8 černý věž · d8 černý dáma · f8 černý věž · g8 černý král · a7 černý pěšec · b7 černý pěšec · d7 černý střelec · e7 černý pěšec · f7 černý pěšec · g7 černý střelec · d6 černý pěšec · f6 černý jezdec · g6 černý pěšec · e5 černý jezdec · h5 černý pěšec · d4 bílý jezdec · e4 bílý pěšec · h4 bílý pěšec · b3 bílý střelec · c3 bílý jezdec · e3 bílý střelec · f3 bílý pěšec · a2 bílý pěšec · b2 bílý pěšec · c2 bílý pěšec · d2 bílý dáma · g2 bílý pěšec · c1 bílý král · d1 bílý věž · h1 bílý věž | c8 černý věž · d8 černý dáma · f8 černý věž · g8 černý král · a7 černý pěšec · b7 černý pěšec · d7 černý střelec · e7 černý pěšec · f7 černý pěšec · g7 černý střelec · d6 černý pěšec · f6 černý jezdec · g6 černý pěšec · e5 černý jezdec · h5 černý pěšec · d4 bílý jezdec · e4 bílý pěšec · h4 bílý pěšec · b3 bílý střelec · c3 bílý jezdec · e3 bílý střelec · f3 bílý pěšec · a2 bílý pěšec · b2 bílý pěšec · c2 bílý pěšec · d2 bílý dáma · g2 bílý pěšec · c1 bílý král · d1 bílý věž · h1 bílý věž | c8 černý věž · d8 černý dáma · f8 černý věž · g8 černý král · a7 černý pěšec · b7 černý pěšec · d7 černý střelec · e7 černý pěšec · f7 černý pěšec · g7 černý střelec · d6 černý pěšec · f6 černý jezdec · g6 černý pěšec · e5 černý jezdec · h5 černý pěšec · d4 bílý jezdec · e4 bílý pěšec · h4 bílý pěšec · b3 bílý střelec · c3 bílý jezdec · e3 bílý střelec · f3 bílý pěšec · a2 bílý pěšec · b2 bílý pěšec · c2 bílý pěšec · d2 bílý dáma · g2 bílý pěšec · c1 bílý král · d1 bílý věž · h1 bílý věž | 5 |
| 4 | c8 černý věž · d8 černý dáma · f8 černý věž · g8 černý král · a7 černý pěšec · b7 černý pěšec · d7 černý střelec · e7 černý pěšec · f7 černý pěšec · g7 černý střelec · d6 černý pěšec · f6 černý jezdec · g6 černý pěšec · e5 černý jezdec · h5 černý pěšec · d4 bílý jezdec · e4 bílý pěšec · h4 bílý pěšec · b3 bílý střelec · c3 bílý jezdec · e3 bílý střelec · f3 bílý pěšec · a2 bílý pěšec · b2 bílý pěšec · c2 bílý pěšec · d2 bílý dáma · g2 bílý pěšec · c1 bílý král · d1 bílý věž · h1 bílý věž | c8 černý věž · d8 černý dáma · f8 černý věž · g8 černý král · a7 černý pěšec · b7 černý pěšec · d7 černý střelec · e7 černý pěšec · f7 černý pěšec · g7 černý střelec · d6 černý pěšec · f6 černý jezdec · g6 černý pěšec · e5 černý jezdec · h5 černý pěšec · d4 bílý jezdec · e4 bílý pěšec · h4 bílý pěšec · b3 bílý střelec · c3 bílý jezdec · e3 bílý střelec · f3 bílý pěšec · a2 bílý pěšec · b2 bílý pěšec · c2 bílý pěšec · d2 bílý dáma · g2 bílý pěšec · c1 bílý král · d1 bílý věž · h1 bílý věž | c8 černý věž · d8 černý dáma · f8 černý věž · g8 černý král · a7 černý pěšec · b7 černý pěšec · d7 černý střelec · e7 černý pěšec · f7 černý pěšec · g7 černý střelec · d6 černý pěšec · f6 černý jezdec · g6 černý pěšec · e5 černý jezdec · h5 černý pěšec · d4 bílý jezdec · e4 bílý pěšec · h4 bílý pěšec · b3 bílý střelec · c3 bílý jezdec · e3 bílý střelec · f3 bílý pěšec · a2 bílý pěšec · b2 bílý pěšec · c2 bílý pěšec · d2 bílý dáma · g2 bílý pěšec · c1 bílý král · d1 bílý věž · h1 bílý věž | c8 černý věž · d8 černý dáma · f8 černý věž · g8 černý král · a7 černý pěšec · b7 černý pěšec · d7 černý střelec · e7 černý pěšec · f7 černý pěšec · g7 černý střelec · d6 černý pěšec · f6 černý jezdec · g6 černý pěšec · e5 černý jezdec · h5 černý pěšec · d4 bílý jezdec · e4 bílý pěšec · h4 bílý pěšec · b3 bílý střelec · c3 bílý jezdec · e3 bílý střelec · f3 bílý pěšec · a2 bílý pěšec · b2 bílý pěšec · c2 bílý pěšec · d2 bílý dáma · g2 bílý pěšec · c1 bílý král · d1 bílý věž · h1 bílý věž | c8 černý věž · d8 černý dáma · f8 černý věž · g8 černý král · a7 černý pěšec · b7 černý pěšec · d7 černý střelec · e7 černý pěšec · f7 černý pěšec · g7 černý střelec · d6 černý pěšec · f6 černý jezdec · g6 černý pěšec · e5 černý jezdec · h5 černý pěšec · d4 bílý jezdec · e4 bílý pěšec · h4 bílý pěšec · b3 bílý střelec · c3 bílý jezdec · e3 bílý střelec · f3 bílý pěšec · a2 bílý pěšec · b2 bílý pěšec · c2 bílý pěšec · d2 bílý dáma · g2 bílý pěšec · c1 bílý král · d1 bílý věž · h1 bílý věž | c8 černý věž · d8 černý dáma · f8 černý věž · g8 černý král · a7 černý pěšec · b7 černý pěšec · d7 černý střelec · e7 černý pěšec · f7 černý pěšec · g7 černý střelec · d6 černý pěšec · f6 černý jezdec · g6 černý pěšec · e5 černý jezdec · h5 černý pěšec · d4 bílý jezdec · e4 bílý pěšec · h4 bílý pěšec · b3 bílý střelec · c3 bílý jezdec · e3 bílý střelec · f3 bílý pěšec · a2 bílý pěšec · b2 bílý pěšec · c2 bílý pěšec · d2 bílý dáma · g2 bílý pěšec · c1 bílý král · d1 bílý věž · h1 bílý věž | c8 černý věž · d8 černý dáma · f8 černý věž · g8 černý král · a7 černý pěšec · b7 černý pěšec · d7 černý střelec · e7 černý pěšec · f7 černý pěšec · g7 černý střelec · d6 černý pěšec · f6 černý jezdec · g6 černý pěšec · e5 černý jezdec · h5 černý pěšec · d4 bílý jezdec · e4 bílý pěšec · h4 bílý pěšec · b3 bílý střelec · c3 bílý jezdec · e3 bílý střelec · f3 bílý pěšec · a2 bílý pěšec · b2 bílý pěšec · c2 bílý pěšec · d2 bílý dáma · g2 bílý pěšec · c1 bílý král · d1 bílý věž · h1 bílý věž | c8 černý věž · d8 černý dáma · f8 černý věž · g8 černý král · a7 černý pěšec · b7 černý pěšec · d7 černý střelec · e7 černý pěšec · f7 černý pěšec · g7 černý střelec · d6 černý pěšec · f6 černý jezdec · g6 černý pěšec · e5 černý jezdec · h5 černý pěšec · d4 bílý jezdec · e4 bílý pěšec · h4 bílý pěšec · b3 bílý střelec · c3 bílý jezdec · e3 bílý střelec · f3 bílý pěšec · a2 bílý pěšec · b2 bílý pěšec · c2 bílý pěšec · d2 bílý dáma · g2 bílý pěšec · c1 bílý král · d1 bílý věž · h1 bílý věž | 4 |
| 3 | c8 černý věž · d8 černý dáma · f8 černý věž · g8 černý král · a7 černý pěšec · b7 černý pěšec · d7 černý střelec · e7 černý pěšec · f7 černý pěšec · g7 černý střelec · d6 černý pěšec · f6 černý jezdec · g6 černý pěšec · e5 černý jezdec · h5 černý pěšec · d4 bílý jezdec · e4 bílý pěšec · h4 bílý pěšec · b3 bílý střelec · c3 bílý jezdec · e3 bílý střelec · f3 bílý pěšec · a2 bílý pěšec · b2 bílý pěšec · c2 bílý pěšec · d2 bílý dáma · g2 bílý pěšec · c1 bílý král · d1 bílý věž · h1 bílý věž | c8 černý věž · d8 černý dáma · f8 černý věž · g8 černý král · a7 černý pěšec · b7 černý pěšec · d7 černý střelec · e7 černý pěšec · f7 černý pěšec · g7 černý střelec · d6 černý pěšec · f6 černý jezdec · g6 černý pěšec · e5 černý jezdec · h5 černý pěšec · d4 bílý jezdec · e4 bílý pěšec · h4 bílý pěšec · b3 bílý střelec · c3 bílý jezdec · e3 bílý střelec · f3 bílý pěšec · a2 bílý pěšec · b2 bílý pěšec · c2 bílý pěšec · d2 bílý dáma · g2 bílý pěšec · c1 bílý král · d1 bílý věž · h1 bílý věž | c8 černý věž · d8 černý dáma · f8 černý věž · g8 černý král · a7 černý pěšec · b7 černý pěšec · d7 černý střelec · e7 černý pěšec · f7 černý pěšec · g7 černý střelec · d6 černý pěšec · f6 černý jezdec · g6 černý pěšec · e5 černý jezdec · h5 černý pěšec · d4 bílý jezdec · e4 bílý pěšec · h4 bílý pěšec · b3 bílý střelec · c3 bílý jezdec · e3 bílý střelec · f3 bílý pěšec · a2 bílý pěšec · b2 bílý pěšec · c2 bílý pěšec · d2 bílý dáma · g2 bílý pěšec · c1 bílý král · d1 bílý věž · h1 bílý věž | c8 černý věž · d8 černý dáma · f8 černý věž · g8 černý král · a7 černý pěšec · b7 černý pěšec · d7 černý střelec · e7 černý pěšec · f7 černý pěšec · g7 černý střelec · d6 černý pěšec · f6 černý jezdec · g6 černý pěšec · e5 černý jezdec · h5 černý pěšec · d4 bílý jezdec · e4 bílý pěšec · h4 bílý pěšec · b3 bílý střelec · c3 bílý jezdec · e3 bílý střelec · f3 bílý pěšec · a2 bílý pěšec · b2 bílý pěšec · c2 bílý pěšec · d2 bílý dáma · g2 bílý pěšec · c1 bílý král · d1 bílý věž · h1 bílý věž | c8 černý věž · d8 černý dáma · f8 černý věž · g8 černý král · a7 černý pěšec · b7 černý pěšec · d7 černý střelec · e7 černý pěšec · f7 černý pěšec · g7 černý střelec · d6 černý pěšec · f6 černý jezdec · g6 černý pěšec · e5 černý jezdec · h5 černý pěšec · d4 bílý jezdec · e4 bílý pěšec · h4 bílý pěšec · b3 bílý střelec · c3 bílý jezdec · e3 bílý střelec · f3 bílý pěšec · a2 bílý pěšec · b2 bílý pěšec · c2 bílý pěšec · d2 bílý dáma · g2 bílý pěšec · c1 bílý král · d1 bílý věž · h1 bílý věž | c8 černý věž · d8 černý dáma · f8 černý věž · g8 černý král · a7 černý pěšec · b7 černý pěšec · d7 černý střelec · e7 černý pěšec · f7 černý pěšec · g7 černý střelec · d6 černý pěšec · f6 černý jezdec · g6 černý pěšec · e5 černý jezdec · h5 černý pěšec · d4 bílý jezdec · e4 bílý pěšec · h4 bílý pěšec · b3 bílý střelec · c3 bílý jezdec · e3 bílý střelec · f3 bílý pěšec · a2 bílý pěšec · b2 bílý pěšec · c2 bílý pěšec · d2 bílý dáma · g2 bílý pěšec · c1 bílý král · d1 bílý věž · h1 bílý věž | c8 černý věž · d8 černý dáma · f8 černý věž · g8 černý král · a7 černý pěšec · b7 černý pěšec · d7 černý střelec · e7 černý pěšec · f7 černý pěšec · g7 černý střelec · d6 černý pěšec · f6 černý jezdec · g6 černý pěšec · e5 černý jezdec · h5 černý pěšec · d4 bílý jezdec · e4 bílý pěšec · h4 bílý pěšec · b3 bílý střelec · c3 bílý jezdec · e3 bílý střelec · f3 bílý pěšec · a2 bílý pěšec · b2 bílý pěšec · c2 bílý pěšec · d2 bílý dáma · g2 bílý pěšec · c1 bílý král · d1 bílý věž · h1 bílý věž | c8 černý věž · d8 černý dáma · f8 černý věž · g8 černý král · a7 černý pěšec · b7 černý pěšec · d7 černý střelec · e7 černý pěšec · f7 černý pěšec · g7 černý střelec · d6 černý pěšec · f6 černý jezdec · g6 černý pěšec · e5 černý jezdec · h5 černý pěšec · d4 bílý jezdec · e4 bílý pěšec · h4 bílý pěšec · b3 bílý střelec · c3 bílý jezdec · e3 bílý střelec · f3 bílý pěšec · a2 bílý pěšec · b2 bílý pěšec · c2 bílý pěšec · d2 bílý dáma · g2 bílý pěšec · c1 bílý král · d1 bílý věž · h1 bílý věž | 3 |
| 2 | c8 černý věž · d8 černý dáma · f8 černý věž · g8 černý král · a7 černý pěšec · b7 černý pěšec · d7 černý střelec · e7 černý pěšec · f7 černý pěšec · g7 černý střelec · d6 černý pěšec · f6 černý jezdec · g6 černý pěšec · e5 černý jezdec · h5 černý pěšec · d4 bílý jezdec · e4 bílý pěšec · h4 bílý pěšec · b3 bílý střelec · c3 bílý jezdec · e3 bílý střelec · f3 bílý pěšec · a2 bílý pěšec · b2 bílý pěšec · c2 bílý pěšec · d2 bílý dáma · g2 bílý pěšec · c1 bílý král · d1 bílý věž · h1 bílý věž | c8 černý věž · d8 černý dáma · f8 černý věž · g8 černý král · a7 černý pěšec · b7 černý pěšec · d7 černý střelec · e7 černý pěšec · f7 černý pěšec · g7 černý střelec · d6 černý pěšec · f6 černý jezdec · g6 černý pěšec · e5 černý jezdec · h5 černý pěšec · d4 bílý jezdec · e4 bílý pěšec · h4 bílý pěšec · b3 bílý střelec · c3 bílý jezdec · e3 bílý střelec · f3 bílý pěšec · a2 bílý pěšec · b2 bílý pěšec · c2 bílý pěšec · d2 bílý dáma · g2 bílý pěšec · c1 bílý král · d1 bílý věž · h1 bílý věž | c8 černý věž · d8 černý dáma · f8 černý věž · g8 černý král · a7 černý pěšec · b7 černý pěšec · d7 černý střelec · e7 černý pěšec · f7 černý pěšec · g7 černý střelec · d6 černý pěšec · f6 černý jezdec · g6 černý pěšec · e5 černý jezdec · h5 černý pěšec · d4 bílý jezdec · e4 bílý pěšec · h4 bílý pěšec · b3 bílý střelec · c3 bílý jezdec · e3 bílý střelec · f3 bílý pěšec · a2 bílý pěšec · b2 bílý pěšec · c2 bílý pěšec · d2 bílý dáma · g2 bílý pěšec · c1 bílý král · d1 bílý věž · h1 bílý věž | c8 černý věž · d8 černý dáma · f8 černý věž · g8 černý král · a7 černý pěšec · b7 černý pěšec · d7 černý střelec · e7 černý pěšec · f7 černý pěšec · g7 černý střelec · d6 černý pěšec · f6 černý jezdec · g6 černý pěšec · e5 černý jezdec · h5 černý pěšec · d4 bílý jezdec · e4 bílý pěšec · h4 bílý pěšec · b3 bílý střelec · c3 bílý jezdec · e3 bílý střelec · f3 bílý pěšec · a2 bílý pěšec · b2 bílý pěšec · c2 bílý pěšec · d2 bílý dáma · g2 bílý pěšec · c1 bílý král · d1 bílý věž · h1 bílý věž | c8 černý věž · d8 černý dáma · f8 černý věž · g8 černý král · a7 černý pěšec · b7 černý pěšec · d7 černý střelec · e7 černý pěšec · f7 černý pěšec · g7 černý střelec · d6 černý pěšec · f6 černý jezdec · g6 černý pěšec · e5 černý jezdec · h5 černý pěšec · d4 bílý jezdec · e4 bílý pěšec · h4 bílý pěšec · b3 bílý střelec · c3 bílý jezdec · e3 bílý střelec · f3 bílý pěšec · a2 bílý pěšec · b2 bílý pěšec · c2 bílý pěšec · d2 bílý dáma · g2 bílý pěšec · c1 bílý král · d1 bílý věž · h1 bílý věž | c8 černý věž · d8 černý dáma · f8 černý věž · g8 černý král · a7 černý pěšec · b7 černý pěšec · d7 černý střelec · e7 černý pěšec · f7 černý pěšec · g7 černý střelec · d6 černý pěšec · f6 černý jezdec · g6 černý pěšec · e5 černý jezdec · h5 černý pěšec · d4 bílý jezdec · e4 bílý pěšec · h4 bílý pěšec · b3 bílý střelec · c3 bílý jezdec · e3 bílý střelec · f3 bílý pěšec · a2 bílý pěšec · b2 bílý pěšec · c2 bílý pěšec · d2 bílý dáma · g2 bílý pěšec · c1 bílý král · d1 bílý věž · h1 bílý věž | c8 černý věž · d8 černý dáma · f8 černý věž · g8 černý král · a7 černý pěšec · b7 černý pěšec · d7 černý střelec · e7 černý pěšec · f7 černý pěšec · g7 černý střelec · d6 černý pěšec · f6 černý jezdec · g6 černý pěšec · e5 černý jezdec · h5 černý pěšec · d4 bílý jezdec · e4 bílý pěšec · h4 bílý pěšec · b3 bílý střelec · c3 bílý jezdec · e3 bílý střelec · f3 bílý pěšec · a2 bílý pěšec · b2 bílý pěšec · c2 bílý pěšec · d2 bílý dáma · g2 bílý pěšec · c1 bílý král · d1 bílý věž · h1 bílý věž | c8 černý věž · d8 černý dáma · f8 černý věž · g8 černý král · a7 černý pěšec · b7 černý pěšec · d7 černý střelec · e7 černý pěšec · f7 černý pěšec · g7 černý střelec · d6 černý pěšec · f6 černý jezdec · g6 černý pěšec · e5 černý jezdec · h5 černý pěšec · d4 bílý jezdec · e4 bílý pěšec · h4 bílý pěšec · b3 bílý střelec · c3 bílý jezdec · e3 bílý střelec · f3 bílý pěšec · a2 bílý pěšec · b2 bílý pěšec · c2 bílý pěšec · d2 bílý dáma · g2 bílý pěšec · c1 bílý král · d1 bílý věž · h1 bílý věž | 2 |
| 1 | c8 černý věž · d8 černý dáma · f8 černý věž · g8 černý král · a7 černý pěšec · b7 černý pěšec · d7 černý střelec · e7 černý pěšec · f7 černý pěšec · g7 černý střelec · d6 černý pěšec · f6 černý jezdec · g6 černý pěšec · e5 černý jezdec · h5 černý pěšec · d4 bílý jezdec · e4 bílý pěšec · h4 bílý pěšec · b3 bílý střelec · c3 bílý jezdec · e3 bílý střelec · f3 bílý pěšec · a2 bílý pěšec · b2 bílý pěšec · c2 bílý pěšec · d2 bílý dáma · g2 bílý pěšec · c1 bílý král · d1 bílý věž · h1 bílý věž | c8 černý věž · d8 černý dáma · f8 černý věž · g8 černý král · a7 černý pěšec · b7 černý pěšec · d7 černý střelec · e7 černý pěšec · f7 černý pěšec · g7 černý střelec · d6 černý pěšec · f6 černý jezdec · g6 černý pěšec · e5 černý jezdec · h5 černý pěšec · d4 bílý jezdec · e4 bílý pěšec · h4 bílý pěšec · b3 bílý střelec · c3 bílý jezdec · e3 bílý střelec · f3 bílý pěšec · a2 bílý pěšec · b2 bílý pěšec · c2 bílý pěšec · d2 bílý dáma · g2 bílý pěšec · c1 bílý král · d1 bílý věž · h1 bílý věž | c8 černý věž · d8 černý dáma · f8 černý věž · g8 černý král · a7 černý pěšec · b7 černý pěšec · d7 černý střelec · e7 černý pěšec · f7 černý pěšec · g7 černý střelec · d6 černý pěšec · f6 černý jezdec · g6 černý pěšec · e5 černý jezdec · h5 černý pěšec · d4 bílý jezdec · e4 bílý pěšec · h4 bílý pěšec · b3 bílý střelec · c3 bílý jezdec · e3 bílý střelec · f3 bílý pěšec · a2 bílý pěšec · b2 bílý pěšec · c2 bílý pěšec · d2 bílý dáma · g2 bílý pěšec · c1 bílý král · d1 bílý věž · h1 bílý věž | c8 černý věž · d8 černý dáma · f8 černý věž · g8 černý král · a7 černý pěšec · b7 černý pěšec · d7 černý střelec · e7 černý pěšec · f7 černý pěšec · g7 černý střelec · d6 černý pěšec · f6 černý jezdec · g6 černý pěšec · e5 černý jezdec · h5 černý pěšec · d4 bílý jezdec · e4 bílý pěšec · h4 bílý pěšec · b3 bílý střelec · c3 bílý jezdec · e3 bílý střelec · f3 bílý pěšec · a2 bílý pěšec · b2 bílý pěšec · c2 bílý pěšec · d2 bílý dáma · g2 bílý pěšec · c1 bílý král · d1 bílý věž · h1 bílý věž | c8 černý věž · d8 černý dáma · f8 černý věž · g8 černý král · a7 černý pěšec · b7 černý pěšec · d7 černý střelec · e7 černý pěšec · f7 černý pěšec · g7 černý střelec · d6 černý pěšec · f6 černý jezdec · g6 černý pěšec · e5 černý jezdec · h5 černý pěšec · d4 bílý jezdec · e4 bílý pěšec · h4 bílý pěšec · b3 bílý střelec · c3 bílý jezdec · e3 bílý střelec · f3 bílý pěšec · a2 bílý pěšec · b2 bílý pěšec · c2 bílý pěšec · d2 bílý dáma · g2 bílý pěšec · c1 bílý král · d1 bílý věž · h1 bílý věž | c8 černý věž · d8 černý dáma · f8 černý věž · g8 černý král · a7 černý pěšec · b7 černý pěšec · d7 černý střelec · e7 černý pěšec · f7 černý pěšec · g7 černý střelec · d6 černý pěšec · f6 černý jezdec · g6 černý pěšec · e5 černý jezdec · h5 černý pěšec · d4 bílý jezdec · e4 bílý pěšec · h4 bílý pěšec · b3 bílý střelec · c3 bílý jezdec · e3 bílý střelec · f3 bílý pěšec · a2 bílý pěšec · b2 bílý pěšec · c2 bílý pěšec · d2 bílý dáma · g2 bílý pěšec · c1 bílý král · d1 bílý věž · h1 bílý věž | c8 černý věž · d8 černý dáma · f8 černý věž · g8 černý král · a7 černý pěšec · b7 černý pěšec · d7 černý střelec · e7 černý pěšec · f7 černý pěšec · g7 černý střelec · d6 černý pěšec · f6 černý jezdec · g6 černý pěšec · e5 černý jezdec · h5 černý pěšec · d4 bílý jezdec · e4 bílý pěšec · h4 bílý pěšec · b3 bílý střelec · c3 bílý jezdec · e3 bílý střelec · f3 bílý pěšec · a2 bílý pěšec · b2 bílý pěšec · c2 bílý pěšec · d2 bílý dáma · g2 bílý pěšec · c1 bílý král · d1 bílý věž · h1 bílý věž | c8 černý věž · d8 černý dáma · f8 černý věž · g8 černý král · a7 černý pěšec · b7 černý pěšec · d7 černý střelec · e7 černý pěšec · f7 černý pěšec · g7 černý střelec · d6 černý pěšec · f6 černý jezdec · g6 černý pěšec · e5 černý jezdec · h5 černý pěšec · d4 bílý jezdec · e4 bílý pěšec · h4 bílý pěšec · b3 bílý střelec · c3 bílý jezdec · e3 bílý střelec · f3 bílý pěšec · a2 bílý pěšec · b2 bílý pěšec · c2 bílý pěšec · d2 bílý dáma · g2 bílý pěšec · c1 bílý král · d1 bílý věž · h1 bílý věž | 1 |
|   | a | b | c | d | e | f | g | h |   |

Opačné rošády je situace, kdy obě strany udělaly rošádu a každá na jinou stranu. Tím pádem jedna udělala krátkou rošádu, druhá dlouhou rošádu. Toto postavení krále ve většině případů určuje plán hry, jelikož obě strany mohou bezstarostně útočit na soupeřova krále pěšci i ostatními figurami, bez obav o oslabení postavení vlastního krále. Jsou však i případy, kdy při opačných rošádách není útok na soupeřova krále dobrým plánem (například pokud stále ještě probíhá boj o centrum).

## Zvláštnosti
- rošáda je jediný tah, při kterém se současně pohybují dvě figury stejné barvy
- s výjimkou postupu pěšců rovně vpřed je to jediný tah, při kterém nemůže být odstraněna ze šachovnice žádná figura
- podmínky provedení jsou u rošády stanoveny mimo jiné i minulostí hrané partie (tj. zda bylo nebo nebylo taženo určitou figurou); kromě ní se tato zvláštnost vyskytuje už jen u tahu en passant
- dvě zcela identická postavení figur, ale s rozdílnými právy provést rošádu, se chápou od roku 1964 jako dvě různá postavení
- nelze žádným způsobem vrátit v dalším tahu postavení figur do postavení před provedením rošády, podobně jako u tahů pěšce.
- je to jediný tah, kdy může věž při svém pohybu přeskočit jinou figuru (krále)
- mimo odtažného šachu je to jediný tah, kdy lze dát tahem krále šach nebo mat.

## Smysl rošády
Rošáda byla zavedena pro urychlení hry. V počáteční fázi šachové partie se obvykle hraje o vládnutí středu šachovnice. Středoví pěšci jsou vysunuti vpřed a král je bez jejich ochrany ve středu šachovnice v nebezpečí. Věže v této fázi hry stojí uvězněny na okraji šachovnice. Rošáda je velmi dobrý způsob, jak se vypořádat s těmito slabinami. Jediným tahem lze krále skrýt za kompaktní obranou řadu pěšců a zároveň rychle dostat do hry jednu z věží.
Krátká rošáda bývá považována za bezpečnější než dlouhá rošáda. Při dlouhé rošádě je trochu obtížnější bránit dlouhou řadu pěšců, neboť např. pěšec ve sloupci a není vůbec chráněn.
Pokud provedou bílý a černý rošády na opačné strany (jako se často stává v tzv. dračích variantách), následuje obvykle velmi prudký boj, neboť protivník může nasadit do útoku řadu pěšců bez nebezpečí oslabení pozice vlastního krále.

## Příklad rošády
Rošáda je jediný tah, při kterém věž může přeskočit jinou figuru (krále). To může někdy vést k zvláštním situacím.
|   | a | b | c | d | e | f | g | h |   |
| 8 | c8 černý střelec · d8 černý král · f8 černý střelec · h8 černý věž · c7 černý pěšec · e7 černý jezdec · g7 černý pěšec · h7 černý pěšec · a6 černý pěšec · c6 černý pěšec · e5 černý pěšec · e4 bílý pěšec · c3 bílý jezdec · e3 bílý střelec · a2 bílý pěšec · b2 černý věž · c2 bílý pěšec · f2 bílý pěšec · g2 bílý pěšec · h2 bílý pěšec · a1 bílý věž · e1 bílý král · h1 bílý věž | c8 černý střelec · d8 černý král · f8 černý střelec · h8 černý věž · c7 černý pěšec · e7 černý jezdec · g7 černý pěšec · h7 černý pěšec · a6 černý pěšec · c6 černý pěšec · e5 černý pěšec · e4 bílý pěšec · c3 bílý jezdec · e3 bílý střelec · a2 bílý pěšec · b2 černý věž · c2 bílý pěšec · f2 bílý pěšec · g2 bílý pěšec · h2 bílý pěšec · a1 bílý věž · e1 bílý král · h1 bílý věž | c8 černý střelec · d8 černý král · f8 černý střelec · h8 černý věž · c7 černý pěšec · e7 černý jezdec · g7 černý pěšec · h7 černý pěšec · a6 černý pěšec · c6 černý pěšec · e5 černý pěšec · e4 bílý pěšec · c3 bílý jezdec · e3 bílý střelec · a2 bílý pěšec · b2 černý věž · c2 bílý pěšec · f2 bílý pěšec · g2 bílý pěšec · h2 bílý pěšec · a1 bílý věž · e1 bílý král · h1 bílý věž | c8 černý střelec · d8 černý král · f8 černý střelec · h8 černý věž · c7 černý pěšec · e7 černý jezdec · g7 černý pěšec · h7 černý pěšec · a6 černý pěšec · c6 černý pěšec · e5 černý pěšec · e4 bílý pěšec · c3 bílý jezdec · e3 bílý střelec · a2 bílý pěšec · b2 černý věž · c2 bílý pěšec · f2 bílý pěšec · g2 bílý pěšec · h2 bílý pěšec · a1 bílý věž · e1 bílý král · h1 bílý věž | c8 černý střelec · d8 černý král · f8 černý střelec · h8 černý věž · c7 černý pěšec · e7 černý jezdec · g7 černý pěšec · h7 černý pěšec · a6 černý pěšec · c6 černý pěšec · e5 černý pěšec · e4 bílý pěšec · c3 bílý jezdec · e3 bílý střelec · a2 bílý pěšec · b2 černý věž · c2 bílý pěšec · f2 bílý pěšec · g2 bílý pěšec · h2 bílý pěšec · a1 bílý věž · e1 bílý král · h1 bílý věž | c8 černý střelec · d8 černý král · f8 černý střelec · h8 černý věž · c7 černý pěšec · e7 černý jezdec · g7 černý pěšec · h7 černý pěšec · a6 černý pěšec · c6 černý pěšec · e5 černý pěšec · e4 bílý pěšec · c3 bílý jezdec · e3 bílý střelec · a2 bílý pěšec · b2 černý věž · c2 bílý pěšec · f2 bílý pěšec · g2 bílý pěšec · h2 bílý pěšec · a1 bílý věž · e1 bílý král · h1 bílý věž | c8 černý střelec · d8 černý král · f8 černý střelec · h8 černý věž · c7 černý pěšec · e7 černý jezdec · g7 černý pěšec · h7 černý pěšec · a6 černý pěšec · c6 černý pěšec · e5 černý pěšec · e4 bílý pěšec · c3 bílý jezdec · e3 bílý střelec · a2 bílý pěšec · b2 černý věž · c2 bílý pěšec · f2 bílý pěšec · g2 bílý pěšec · h2 bílý pěšec · a1 bílý věž · e1 bílý král · h1 bílý věž | c8 černý střelec · d8 černý král · f8 černý střelec · h8 černý věž · c7 černý pěšec · e7 černý jezdec · g7 černý pěšec · h7 černý pěšec · a6 černý pěšec · c6 černý pěšec · e5 černý pěšec · e4 bílý pěšec · c3 bílý jezdec · e3 bílý střelec · a2 bílý pěšec · b2 černý věž · c2 bílý pěšec · f2 bílý pěšec · g2 bílý pěšec · h2 bílý pěšec · a1 bílý věž · e1 bílý král · h1 bílý věž | 8 |
| 7 | c8 černý střelec · d8 černý král · f8 černý střelec · h8 černý věž · c7 černý pěšec · e7 černý jezdec · g7 černý pěšec · h7 černý pěšec · a6 černý pěšec · c6 černý pěšec · e5 černý pěšec · e4 bílý pěšec · c3 bílý jezdec · e3 bílý střelec · a2 bílý pěšec · b2 černý věž · c2 bílý pěšec · f2 bílý pěšec · g2 bílý pěšec · h2 bílý pěšec · a1 bílý věž · e1 bílý král · h1 bílý věž | c8 černý střelec · d8 černý král · f8 černý střelec · h8 černý věž · c7 černý pěšec · e7 černý jezdec · g7 černý pěšec · h7 černý pěšec · a6 černý pěšec · c6 černý pěšec · e5 černý pěšec · e4 bílý pěšec · c3 bílý jezdec · e3 bílý střelec · a2 bílý pěšec · b2 černý věž · c2 bílý pěšec · f2 bílý pěšec · g2 bílý pěšec · h2 bílý pěšec · a1 bílý věž · e1 bílý král · h1 bílý věž | c8 černý střelec · d8 černý král · f8 černý střelec · h8 černý věž · c7 černý pěšec · e7 černý jezdec · g7 černý pěšec · h7 černý pěšec · a6 černý pěšec · c6 černý pěšec · e5 černý pěšec · e4 bílý pěšec · c3 bílý jezdec · e3 bílý střelec · a2 bílý pěšec · b2 černý věž · c2 bílý pěšec · f2 bílý pěšec · g2 bílý pěšec · h2 bílý pěšec · a1 bílý věž · e1 bílý král · h1 bílý věž | c8 černý střelec · d8 černý král · f8 černý střelec · h8 černý věž · c7 černý pěšec · e7 černý jezdec · g7 černý pěšec · h7 černý pěšec · a6 černý pěšec · c6 černý pěšec · e5 černý pěšec · e4 bílý pěšec · c3 bílý jezdec · e3 bílý střelec · a2 bílý pěšec · b2 černý věž · c2 bílý pěšec · f2 bílý pěšec · g2 bílý pěšec · h2 bílý pěšec · a1 bílý věž · e1 bílý král · h1 bílý věž | c8 černý střelec · d8 černý král · f8 černý střelec · h8 černý věž · c7 černý pěšec · e7 černý jezdec · g7 černý pěšec · h7 černý pěšec · a6 černý pěšec · c6 černý pěšec · e5 černý pěšec · e4 bílý pěšec · c3 bílý jezdec · e3 bílý střelec · a2 bílý pěšec · b2 černý věž · c2 bílý pěšec · f2 bílý pěšec · g2 bílý pěšec · h2 bílý pěšec · a1 bílý věž · e1 bílý král · h1 bílý věž | c8 černý střelec · d8 černý král · f8 černý střelec · h8 černý věž · c7 černý pěšec · e7 černý jezdec · g7 černý pěšec · h7 černý pěšec · a6 černý pěšec · c6 černý pěšec · e5 černý pěšec · e4 bílý pěšec · c3 bílý jezdec · e3 bílý střelec · a2 bílý pěšec · b2 černý věž · c2 bílý pěšec · f2 bílý pěšec · g2 bílý pěšec · h2 bílý pěšec · a1 bílý věž · e1 bílý král · h1 bílý věž | c8 černý střelec · d8 černý král · f8 černý střelec · h8 černý věž · c7 černý pěšec · e7 černý jezdec · g7 černý pěšec · h7 černý pěšec · a6 černý pěšec · c6 černý pěšec · e5 černý pěšec · e4 bílý pěšec · c3 bílý jezdec · e3 bílý střelec · a2 bílý pěšec · b2 černý věž · c2 bílý pěšec · f2 bílý pěšec · g2 bílý pěšec · h2 bílý pěšec · a1 bílý věž · e1 bílý král · h1 bílý věž | c8 černý střelec · d8 černý král · f8 černý střelec · h8 černý věž · c7 černý pěšec · e7 černý jezdec · g7 černý pěšec · h7 černý pěšec · a6 černý pěšec · c6 černý pěšec · e5 černý pěšec · e4 bílý pěšec · c3 bílý jezdec · e3 bílý střelec · a2 bílý pěšec · b2 černý věž · c2 bílý pěšec · f2 bílý pěšec · g2 bílý pěšec · h2 bílý pěšec · a1 bílý věž · e1 bílý král · h1 bílý věž | 7 |
| 6 | c8 černý střelec · d8 černý král · f8 černý střelec · h8 černý věž · c7 černý pěšec · e7 černý jezdec · g7 černý pěšec · h7 černý pěšec · a6 černý pěšec · c6 černý pěšec · e5 černý pěšec · e4 bílý pěšec · c3 bílý jezdec · e3 bílý střelec · a2 bílý pěšec · b2 černý věž · c2 bílý pěšec · f2 bílý pěšec · g2 bílý pěšec · h2 bílý pěšec · a1 bílý věž · e1 bílý král · h1 bílý věž | c8 černý střelec · d8 černý král · f8 černý střelec · h8 černý věž · c7 černý pěšec · e7 černý jezdec · g7 černý pěšec · h7 černý pěšec · a6 černý pěšec · c6 černý pěšec · e5 černý pěšec · e4 bílý pěšec · c3 bílý jezdec · e3 bílý střelec · a2 bílý pěšec · b2 černý věž · c2 bílý pěšec · f2 bílý pěšec · g2 bílý pěšec · h2 bílý pěšec · a1 bílý věž · e1 bílý král · h1 bílý věž | c8 černý střelec · d8 černý král · f8 černý střelec · h8 černý věž · c7 černý pěšec · e7 černý jezdec · g7 černý pěšec · h7 černý pěšec · a6 černý pěšec · c6 černý pěšec · e5 černý pěšec · e4 bílý pěšec · c3 bílý jezdec · e3 bílý střelec · a2 bílý pěšec · b2 černý věž · c2 bílý pěšec · f2 bílý pěšec · g2 bílý pěšec · h2 bílý pěšec · a1 bílý věž · e1 bílý král · h1 bílý věž | c8 černý střelec · d8 černý král · f8 černý střelec · h8 černý věž · c7 černý pěšec · e7 černý jezdec · g7 černý pěšec · h7 černý pěšec · a6 černý pěšec · c6 černý pěšec · e5 černý pěšec · e4 bílý pěšec · c3 bílý jezdec · e3 bílý střelec · a2 bílý pěšec · b2 černý věž · c2 bílý pěšec · f2 bílý pěšec · g2 bílý pěšec · h2 bílý pěšec · a1 bílý věž · e1 bílý král · h1 bílý věž | c8 černý střelec · d8 černý král · f8 černý střelec · h8 černý věž · c7 černý pěšec · e7 černý jezdec · g7 černý pěšec · h7 černý pěšec · a6 černý pěšec · c6 černý pěšec · e5 černý pěšec · e4 bílý pěšec · c3 bílý jezdec · e3 bílý střelec · a2 bílý pěšec · b2 černý věž · c2 bílý pěšec · f2 bílý pěšec · g2 bílý pěšec · h2 bílý pěšec · a1 bílý věž · e1 bílý král · h1 bílý věž | c8 černý střelec · d8 černý král · f8 černý střelec · h8 černý věž · c7 černý pěšec · e7 černý jezdec · g7 černý pěšec · h7 černý pěšec · a6 černý pěšec · c6 černý pěšec · e5 černý pěšec · e4 bílý pěšec · c3 bílý jezdec · e3 bílý střelec · a2 bílý pěšec · b2 černý věž · c2 bílý pěšec · f2 bílý pěšec · g2 bílý pěšec · h2 bílý pěšec · a1 bílý věž · e1 bílý král · h1 bílý věž | c8 černý střelec · d8 černý král · f8 černý střelec · h8 černý věž · c7 černý pěšec · e7 černý jezdec · g7 černý pěšec · h7 černý pěšec · a6 černý pěšec · c6 černý pěšec · e5 černý pěšec · e4 bílý pěšec · c3 bílý jezdec · e3 bílý střelec · a2 bílý pěšec · b2 černý věž · c2 bílý pěšec · f2 bílý pěšec · g2 bílý pěšec · h2 bílý pěšec · a1 bílý věž · e1 bílý král · h1 bílý věž | c8 černý střelec · d8 černý král · f8 černý střelec · h8 černý věž · c7 černý pěšec · e7 černý jezdec · g7 černý pěšec · h7 černý pěšec · a6 černý pěšec · c6 černý pěšec · e5 černý pěšec · e4 bílý pěšec · c3 bílý jezdec · e3 bílý střelec · a2 bílý pěšec · b2 černý věž · c2 bílý pěšec · f2 bílý pěšec · g2 bílý pěšec · h2 bílý pěšec · a1 bílý věž · e1 bílý král · h1 bílý věž | 6 |
| 5 | c8 černý střelec · d8 černý král · f8 černý střelec · h8 černý věž · c7 černý pěšec · e7 černý jezdec · g7 černý pěšec · h7 černý pěšec · a6 černý pěšec · c6 černý pěšec · e5 černý pěšec · e4 bílý pěšec · c3 bílý jezdec · e3 bílý střelec · a2 bílý pěšec · b2 černý věž · c2 bílý pěšec · f2 bílý pěšec · g2 bílý pěšec · h2 bílý pěšec · a1 bílý věž · e1 bílý král · h1 bílý věž | c8 černý střelec · d8 černý král · f8 černý střelec · h8 černý věž · c7 černý pěšec · e7 černý jezdec · g7 černý pěšec · h7 černý pěšec · a6 černý pěšec · c6 černý pěšec · e5 černý pěšec · e4 bílý pěšec · c3 bílý jezdec · e3 bílý střelec · a2 bílý pěšec · b2 černý věž · c2 bílý pěšec · f2 bílý pěšec · g2 bílý pěšec · h2 bílý pěšec · a1 bílý věž · e1 bílý král · h1 bílý věž | c8 černý střelec · d8 černý král · f8 černý střelec · h8 černý věž · c7 černý pěšec · e7 černý jezdec · g7 černý pěšec · h7 černý pěšec · a6 černý pěšec · c6 černý pěšec · e5 černý pěšec · e4 bílý pěšec · c3 bílý jezdec · e3 bílý střelec · a2 bílý pěšec · b2 černý věž · c2 bílý pěšec · f2 bílý pěšec · g2 bílý pěšec · h2 bílý pěšec · a1 bílý věž · e1 bílý král · h1 bílý věž | c8 černý střelec · d8 černý král · f8 černý střelec · h8 černý věž · c7 černý pěšec · e7 černý jezdec · g7 černý pěšec · h7 černý pěšec · a6 černý pěšec · c6 černý pěšec · e5 černý pěšec · e4 bílý pěšec · c3 bílý jezdec · e3 bílý střelec · a2 bílý pěšec · b2 černý věž · c2 bílý pěšec · f2 bílý pěšec · g2 bílý pěšec · h2 bílý pěšec · a1 bílý věž · e1 bílý král · h1 bílý věž | c8 černý střelec · d8 černý král · f8 černý střelec · h8 černý věž · c7 černý pěšec · e7 černý jezdec · g7 černý pěšec · h7 černý pěšec · a6 černý pěšec · c6 černý pěšec · e5 černý pěšec · e4 bílý pěšec · c3 bílý jezdec · e3 bílý střelec · a2 bílý pěšec · b2 černý věž · c2 bílý pěšec · f2 bílý pěšec · g2 bílý pěšec · h2 bílý pěšec · a1 bílý věž · e1 bílý král · h1 bílý věž | c8 černý střelec · d8 černý král · f8 černý střelec · h8 černý věž · c7 černý pěšec · e7 černý jezdec · g7 černý pěšec · h7 černý pěšec · a6 černý pěšec · c6 černý pěšec · e5 černý pěšec · e4 bílý pěšec · c3 bílý jezdec · e3 bílý střelec · a2 bílý pěšec · b2 černý věž · c2 bílý pěšec · f2 bílý pěšec · g2 bílý pěšec · h2 bílý pěšec · a1 bílý věž · e1 bílý král · h1 bílý věž | c8 černý střelec · d8 černý král · f8 černý střelec · h8 černý věž · c7 černý pěšec · e7 černý jezdec · g7 černý pěšec · h7 černý pěšec · a6 černý pěšec · c6 černý pěšec · e5 černý pěšec · e4 bílý pěšec · c3 bílý jezdec · e3 bílý střelec · a2 bílý pěšec · b2 černý věž · c2 bílý pěšec · f2 bílý pěšec · g2 bílý pěšec · h2 bílý pěšec · a1 bílý věž · e1 bílý král · h1 bílý věž | c8 černý střelec · d8 černý král · f8 černý střelec · h8 černý věž · c7 černý pěšec · e7 černý jezdec · g7 černý pěšec · h7 černý pěšec · a6 černý pěšec · c6 černý pěšec · e5 černý pěšec · e4 bílý pěšec · c3 bílý jezdec · e3 bílý střelec · a2 bílý pěšec · b2 černý věž · c2 bílý pěšec · f2 bílý pěšec · g2 bílý pěšec · h2 bílý pěšec · a1 bílý věž · e1 bílý král · h1 bílý věž | 5 |
| 4 | c8 černý střelec · d8 černý král · f8 černý střelec · h8 černý věž · c7 černý pěšec · e7 černý jezdec · g7 černý pěšec · h7 černý pěšec · a6 černý pěšec · c6 černý pěšec · e5 černý pěšec · e4 bílý pěšec · c3 bílý jezdec · e3 bílý střelec · a2 bílý pěšec · b2 černý věž · c2 bílý pěšec · f2 bílý pěšec · g2 bílý pěšec · h2 bílý pěšec · a1 bílý věž · e1 bílý král · h1 bílý věž | c8 černý střelec · d8 černý král · f8 černý střelec · h8 černý věž · c7 černý pěšec · e7 černý jezdec · g7 černý pěšec · h7 černý pěšec · a6 černý pěšec · c6 černý pěšec · e5 černý pěšec · e4 bílý pěšec · c3 bílý jezdec · e3 bílý střelec · a2 bílý pěšec · b2 černý věž · c2 bílý pěšec · f2 bílý pěšec · g2 bílý pěšec · h2 bílý pěšec · a1 bílý věž · e1 bílý král · h1 bílý věž | c8 černý střelec · d8 černý král · f8 černý střelec · h8 černý věž · c7 černý pěšec · e7 černý jezdec · g7 černý pěšec · h7 černý pěšec · a6 černý pěšec · c6 černý pěšec · e5 černý pěšec · e4 bílý pěšec · c3 bílý jezdec · e3 bílý střelec · a2 bílý pěšec · b2 černý věž · c2 bílý pěšec · f2 bílý pěšec · g2 bílý pěšec · h2 bílý pěšec · a1 bílý věž · e1 bílý král · h1 bílý věž | c8 černý střelec · d8 černý král · f8 černý střelec · h8 černý věž · c7 černý pěšec · e7 černý jezdec · g7 černý pěšec · h7 černý pěšec · a6 černý pěšec · c6 černý pěšec · e5 černý pěšec · e4 bílý pěšec · c3 bílý jezdec · e3 bílý střelec · a2 bílý pěšec · b2 černý věž · c2 bílý pěšec · f2 bílý pěšec · g2 bílý pěšec · h2 bílý pěšec · a1 bílý věž · e1 bílý král · h1 bílý věž | c8 černý střelec · d8 černý král · f8 černý střelec · h8 černý věž · c7 černý pěšec · e7 černý jezdec · g7 černý pěšec · h7 černý pěšec · a6 černý pěšec · c6 černý pěšec · e5 černý pěšec · e4 bílý pěšec · c3 bílý jezdec · e3 bílý střelec · a2 bílý pěšec · b2 černý věž · c2 bílý pěšec · f2 bílý pěšec · g2 bílý pěšec · h2 bílý pěšec · a1 bílý věž · e1 bílý král · h1 bílý věž | c8 černý střelec · d8 černý král · f8 černý střelec · h8 černý věž · c7 černý pěšec · e7 černý jezdec · g7 černý pěšec · h7 černý pěšec · a6 černý pěšec · c6 černý pěšec · e5 černý pěšec · e4 bílý pěšec · c3 bílý jezdec · e3 bílý střelec · a2 bílý pěšec · b2 černý věž · c2 bílý pěšec · f2 bílý pěšec · g2 bílý pěšec · h2 bílý pěšec · a1 bílý věž · e1 bílý král · h1 bílý věž | c8 černý střelec · d8 černý král · f8 černý střelec · h8 černý věž · c7 černý pěšec · e7 černý jezdec · g7 černý pěšec · h7 černý pěšec · a6 černý pěšec · c6 černý pěšec · e5 černý pěšec · e4 bílý pěšec · c3 bílý jezdec · e3 bílý střelec · a2 bílý pěšec · b2 černý věž · c2 bílý pěšec · f2 bílý pěšec · g2 bílý pěšec · h2 bílý pěšec · a1 bílý věž · e1 bílý král · h1 bílý věž | c8 černý střelec · d8 černý král · f8 černý střelec · h8 černý věž · c7 černý pěšec · e7 černý jezdec · g7 černý pěšec · h7 černý pěšec · a6 černý pěšec · c6 černý pěšec · e5 černý pěšec · e4 bílý pěšec · c3 bílý jezdec · e3 bílý střelec · a2 bílý pěšec · b2 černý věž · c2 bílý pěšec · f2 bílý pěšec · g2 bílý pěšec · h2 bílý pěšec · a1 bílý věž · e1 bílý král · h1 bílý věž | 4 |
| 3 | c8 černý střelec · d8 černý král · f8 černý střelec · h8 černý věž · c7 černý pěšec · e7 černý jezdec · g7 černý pěšec · h7 černý pěšec · a6 černý pěšec · c6 černý pěšec · e5 černý pěšec · e4 bílý pěšec · c3 bílý jezdec · e3 bílý střelec · a2 bílý pěšec · b2 černý věž · c2 bílý pěšec · f2 bílý pěšec · g2 bílý pěšec · h2 bílý pěšec · a1 bílý věž · e1 bílý král · h1 bílý věž | c8 černý střelec · d8 černý král · f8 černý střelec · h8 černý věž · c7 černý pěšec · e7 černý jezdec · g7 černý pěšec · h7 černý pěšec · a6 černý pěšec · c6 černý pěšec · e5 černý pěšec · e4 bílý pěšec · c3 bílý jezdec · e3 bílý střelec · a2 bílý pěšec · b2 černý věž · c2 bílý pěšec · f2 bílý pěšec · g2 bílý pěšec · h2 bílý pěšec · a1 bílý věž · e1 bílý král · h1 bílý věž | c8 černý střelec · d8 černý král · f8 černý střelec · h8 černý věž · c7 černý pěšec · e7 černý jezdec · g7 černý pěšec · h7 černý pěšec · a6 černý pěšec · c6 černý pěšec · e5 černý pěšec · e4 bílý pěšec · c3 bílý jezdec · e3 bílý střelec · a2 bílý pěšec · b2 černý věž · c2 bílý pěšec · f2 bílý pěšec · g2 bílý pěšec · h2 bílý pěšec · a1 bílý věž · e1 bílý král · h1 bílý věž | c8 černý střelec · d8 černý král · f8 černý střelec · h8 černý věž · c7 černý pěšec · e7 černý jezdec · g7 černý pěšec · h7 černý pěšec · a6 černý pěšec · c6 černý pěšec · e5 černý pěšec · e4 bílý pěšec · c3 bílý jezdec · e3 bílý střelec · a2 bílý pěšec · b2 černý věž · c2 bílý pěšec · f2 bílý pěšec · g2 bílý pěšec · h2 bílý pěšec · a1 bílý věž · e1 bílý král · h1 bílý věž | c8 černý střelec · d8 černý král · f8 černý střelec · h8 černý věž · c7 černý pěšec · e7 černý jezdec · g7 černý pěšec · h7 černý pěšec · a6 černý pěšec · c6 černý pěšec · e5 černý pěšec · e4 bílý pěšec · c3 bílý jezdec · e3 bílý střelec · a2 bílý pěšec · b2 černý věž · c2 bílý pěšec · f2 bílý pěšec · g2 bílý pěšec · h2 bílý pěšec · a1 bílý věž · e1 bílý král · h1 bílý věž | c8 černý střelec · d8 černý král · f8 černý střelec · h8 černý věž · c7 černý pěšec · e7 černý jezdec · g7 černý pěšec · h7 černý pěšec · a6 černý pěšec · c6 černý pěšec · e5 černý pěšec · e4 bílý pěšec · c3 bílý jezdec · e3 bílý střelec · a2 bílý pěšec · b2 černý věž · c2 bílý pěšec · f2 bílý pěšec · g2 bílý pěšec · h2 bílý pěšec · a1 bílý věž · e1 bílý král · h1 bílý věž | c8 černý střelec · d8 černý král · f8 černý střelec · h8 černý věž · c7 černý pěšec · e7 černý jezdec · g7 černý pěšec · h7 černý pěšec · a6 černý pěšec · c6 černý pěšec · e5 černý pěšec · e4 bílý pěšec · c3 bílý jezdec · e3 bílý střelec · a2 bílý pěšec · b2 černý věž · c2 bílý pěšec · f2 bílý pěšec · g2 bílý pěšec · h2 bílý pěšec · a1 bílý věž · e1 bílý král · h1 bílý věž | c8 černý střelec · d8 černý král · f8 černý střelec · h8 černý věž · c7 černý pěšec · e7 černý jezdec · g7 černý pěšec · h7 černý pěšec · a6 černý pěšec · c6 černý pěšec · e5 černý pěšec · e4 bílý pěšec · c3 bílý jezdec · e3 bílý střelec · a2 bílý pěšec · b2 černý věž · c2 bílý pěšec · f2 bílý pěšec · g2 bílý pěšec · h2 bílý pěšec · a1 bílý věž · e1 bílý král · h1 bílý věž | 3 |
| 2 | c8 černý střelec · d8 černý král · f8 černý střelec · h8 černý věž · c7 černý pěšec · e7 černý jezdec · g7 černý pěšec · h7 černý pěšec · a6 černý pěšec · c6 černý pěšec · e5 černý pěšec · e4 bílý pěšec · c3 bílý jezdec · e3 bílý střelec · a2 bílý pěšec · b2 černý věž · c2 bílý pěšec · f2 bílý pěšec · g2 bílý pěšec · h2 bílý pěšec · a1 bílý věž · e1 bílý král · h1 bílý věž | c8 černý střelec · d8 černý král · f8 černý střelec · h8 černý věž · c7 černý pěšec · e7 černý jezdec · g7 černý pěšec · h7 černý pěšec · a6 černý pěšec · c6 černý pěšec · e5 černý pěšec · e4 bílý pěšec · c3 bílý jezdec · e3 bílý střelec · a2 bílý pěšec · b2 černý věž · c2 bílý pěšec · f2 bílý pěšec · g2 bílý pěšec · h2 bílý pěšec · a1 bílý věž · e1 bílý král · h1 bílý věž | c8 černý střelec · d8 černý král · f8 černý střelec · h8 černý věž · c7 černý pěšec · e7 černý jezdec · g7 černý pěšec · h7 černý pěšec · a6 černý pěšec · c6 černý pěšec · e5 černý pěšec · e4 bílý pěšec · c3 bílý jezdec · e3 bílý střelec · a2 bílý pěšec · b2 černý věž · c2 bílý pěšec · f2 bílý pěšec · g2 bílý pěšec · h2 bílý pěšec · a1 bílý věž · e1 bílý král · h1 bílý věž | c8 černý střelec · d8 černý král · f8 černý střelec · h8 černý věž · c7 černý pěšec · e7 černý jezdec · g7 černý pěšec · h7 černý pěšec · a6 černý pěšec · c6 černý pěšec · e5 černý pěšec · e4 bílý pěšec · c3 bílý jezdec · e3 bílý střelec · a2 bílý pěšec · b2 černý věž · c2 bílý pěšec · f2 bílý pěšec · g2 bílý pěšec · h2 bílý pěšec · a1 bílý věž · e1 bílý král · h1 bílý věž | c8 černý střelec · d8 černý král · f8 černý střelec · h8 černý věž · c7 černý pěšec · e7 černý jezdec · g7 černý pěšec · h7 černý pěšec · a6 černý pěšec · c6 černý pěšec · e5 černý pěšec · e4 bílý pěšec · c3 bílý jezdec · e3 bílý střelec · a2 bílý pěšec · b2 černý věž · c2 bílý pěšec · f2 bílý pěšec · g2 bílý pěšec · h2 bílý pěšec · a1 bílý věž · e1 bílý král · h1 bílý věž | c8 černý střelec · d8 černý král · f8 černý střelec · h8 černý věž · c7 černý pěšec · e7 černý jezdec · g7 černý pěšec · h7 černý pěšec · a6 černý pěšec · c6 černý pěšec · e5 černý pěšec · e4 bílý pěšec · c3 bílý jezdec · e3 bílý střelec · a2 bílý pěšec · b2 černý věž · c2 bílý pěšec · f2 bílý pěšec · g2 bílý pěšec · h2 bílý pěšec · a1 bílý věž · e1 bílý král · h1 bílý věž | c8 černý střelec · d8 černý král · f8 černý střelec · h8 černý věž · c7 černý pěšec · e7 černý jezdec · g7 černý pěšec · h7 černý pěšec · a6 černý pěšec · c6 černý pěšec · e5 černý pěšec · e4 bílý pěšec · c3 bílý jezdec · e3 bílý střelec · a2 bílý pěšec · b2 černý věž · c2 bílý pěšec · f2 bílý pěšec · g2 bílý pěšec · h2 bílý pěšec · a1 bílý věž · e1 bílý král · h1 bílý věž | c8 černý střelec · d8 černý král · f8 černý střelec · h8 černý věž · c7 černý pěšec · e7 černý jezdec · g7 černý pěšec · h7 černý pěšec · a6 černý pěšec · c6 černý pěšec · e5 černý pěšec · e4 bílý pěšec · c3 bílý jezdec · e3 bílý střelec · a2 bílý pěšec · b2 černý věž · c2 bílý pěšec · f2 bílý pěšec · g2 bílý pěšec · h2 bílý pěšec · a1 bílý věž · e1 bílý král · h1 bílý věž | 2 |
| 1 | c8 černý střelec · d8 černý král · f8 černý střelec · h8 černý věž · c7 černý pěšec · e7 černý jezdec · g7 černý pěšec · h7 černý pěšec · a6 černý pěšec · c6 černý pěšec · e5 černý pěšec · e4 bílý pěšec · c3 bílý jezdec · e3 bílý střelec · a2 bílý pěšec · b2 černý věž · c2 bílý pěšec · f2 bílý pěšec · g2 bílý pěšec · h2 bílý pěšec · a1 bílý věž · e1 bílý král · h1 bílý věž | c8 černý střelec · d8 černý král · f8 černý střelec · h8 černý věž · c7 černý pěšec · e7 černý jezdec · g7 černý pěšec · h7 černý pěšec · a6 černý pěšec · c6 černý pěšec · e5 černý pěšec · e4 bílý pěšec · c3 bílý jezdec · e3 bílý střelec · a2 bílý pěšec · b2 černý věž · c2 bílý pěšec · f2 bílý pěšec · g2 bílý pěšec · h2 bílý pěšec · a1 bílý věž · e1 bílý král · h1 bílý věž | c8 černý střelec · d8 černý král · f8 černý střelec · h8 černý věž · c7 černý pěšec · e7 černý jezdec · g7 černý pěšec · h7 černý pěšec · a6 černý pěšec · c6 černý pěšec · e5 černý pěšec · e4 bílý pěšec · c3 bílý jezdec · e3 bílý střelec · a2 bílý pěšec · b2 černý věž · c2 bílý pěšec · f2 bílý pěšec · g2 bílý pěšec · h2 bílý pěšec · a1 bílý věž · e1 bílý král · h1 bílý věž | c8 černý střelec · d8 černý král · f8 černý střelec · h8 černý věž · c7 černý pěšec · e7 černý jezdec · g7 černý pěšec · h7 černý pěšec · a6 černý pěšec · c6 černý pěšec · e5 černý pěšec · e4 bílý pěšec · c3 bílý jezdec · e3 bílý střelec · a2 bílý pěšec · b2 černý věž · c2 bílý pěšec · f2 bílý pěšec · g2 bílý pěšec · h2 bílý pěšec · a1 bílý věž · e1 bílý král · h1 bílý věž | c8 černý střelec · d8 černý král · f8 černý střelec · h8 černý věž · c7 černý pěšec · e7 černý jezdec · g7 černý pěšec · h7 černý pěšec · a6 černý pěšec · c6 černý pěšec · e5 černý pěšec · e4 bílý pěšec · c3 bílý jezdec · e3 bílý střelec · a2 bílý pěšec · b2 černý věž · c2 bílý pěšec · f2 bílý pěšec · g2 bílý pěšec · h2 bílý pěšec · a1 bílý věž · e1 bílý král · h1 bílý věž | c8 černý střelec · d8 černý král · f8 černý střelec · h8 černý věž · c7 černý pěšec · e7 černý jezdec · g7 černý pěšec · h7 černý pěšec · a6 černý pěšec · c6 černý pěšec · e5 černý pěšec · e4 bílý pěšec · c3 bílý jezdec · e3 bílý střelec · a2 bílý pěšec · b2 černý věž · c2 bílý pěšec · f2 bílý pěšec · g2 bílý pěšec · h2 bílý pěšec · a1 bílý věž · e1 bílý král · h1 bílý věž | c8 černý střelec · d8 černý král · f8 černý střelec · h8 černý věž · c7 černý pěšec · e7 černý jezdec · g7 černý pěšec · h7 černý pěšec · a6 černý pěšec · c6 černý pěšec · e5 černý pěšec · e4 bílý pěšec · c3 bílý jezdec · e3 bílý střelec · a2 bílý pěšec · b2 černý věž · c2 bílý pěšec · f2 bílý pěšec · g2 bílý pěšec · h2 bílý pěšec · a1 bílý věž · e1 bílý král · h1 bílý věž | c8 černý střelec · d8 černý král · f8 černý střelec · h8 černý věž · c7 černý pěšec · e7 černý jezdec · g7 černý pěšec · h7 černý pěšec · a6 černý pěšec · c6 černý pěšec · e5 černý pěšec · e4 bílý pěšec · c3 bílý jezdec · e3 bílý střelec · a2 bílý pěšec · b2 černý věž · c2 bílý pěšec · f2 bílý pěšec · g2 bílý pěšec · h2 bílý pěšec · a1 bílý věž · e1 bílý král · h1 bílý věž | 1 |
|   | a | b | c | d | e | f | g | h |   |

|   | a | b | c | d | e | f | g | h |   |
| 8 | c8 černý střelec · d8 černý král · f8 černý střelec · h8 černý věž · c7 černý pěšec · e7 černý jezdec · g7 černý pěšec · h7 černý pěšec · a6 černý pěšec · c6 černý pěšec · e5 černý pěšec · e4 bílý pěšec · c3 bílý jezdec · e3 bílý střelec · a2 bílý pěšec · b2 černý věž · c2 bílý pěšec · f2 bílý pěšec · g2 bílý pěšec · h2 bílý pěšec · c1 bílý král · d1 bílý věž · h1 bílý věž | c8 černý střelec · d8 černý král · f8 černý střelec · h8 černý věž · c7 černý pěšec · e7 černý jezdec · g7 černý pěšec · h7 černý pěšec · a6 černý pěšec · c6 černý pěšec · e5 černý pěšec · e4 bílý pěšec · c3 bílý jezdec · e3 bílý střelec · a2 bílý pěšec · b2 černý věž · c2 bílý pěšec · f2 bílý pěšec · g2 bílý pěšec · h2 bílý pěšec · c1 bílý král · d1 bílý věž · h1 bílý věž | c8 černý střelec · d8 černý král · f8 černý střelec · h8 černý věž · c7 černý pěšec · e7 černý jezdec · g7 černý pěšec · h7 černý pěšec · a6 černý pěšec · c6 černý pěšec · e5 černý pěšec · e4 bílý pěšec · c3 bílý jezdec · e3 bílý střelec · a2 bílý pěšec · b2 černý věž · c2 bílý pěšec · f2 bílý pěšec · g2 bílý pěšec · h2 bílý pěšec · c1 bílý král · d1 bílý věž · h1 bílý věž | c8 černý střelec · d8 černý král · f8 černý střelec · h8 černý věž · c7 černý pěšec · e7 černý jezdec · g7 černý pěšec · h7 černý pěšec · a6 černý pěšec · c6 černý pěšec · e5 černý pěšec · e4 bílý pěšec · c3 bílý jezdec · e3 bílý střelec · a2 bílý pěšec · b2 černý věž · c2 bílý pěšec · f2 bílý pěšec · g2 bílý pěšec · h2 bílý pěšec · c1 bílý král · d1 bílý věž · h1 bílý věž | c8 černý střelec · d8 černý král · f8 černý střelec · h8 černý věž · c7 černý pěšec · e7 černý jezdec · g7 černý pěšec · h7 černý pěšec · a6 černý pěšec · c6 černý pěšec · e5 černý pěšec · e4 bílý pěšec · c3 bílý jezdec · e3 bílý střelec · a2 bílý pěšec · b2 černý věž · c2 bílý pěšec · f2 bílý pěšec · g2 bílý pěšec · h2 bílý pěšec · c1 bílý král · d1 bílý věž · h1 bílý věž | c8 černý střelec · d8 černý král · f8 černý střelec · h8 černý věž · c7 černý pěšec · e7 černý jezdec · g7 černý pěšec · h7 černý pěšec · a6 černý pěšec · c6 černý pěšec · e5 černý pěšec · e4 bílý pěšec · c3 bílý jezdec · e3 bílý střelec · a2 bílý pěšec · b2 černý věž · c2 bílý pěšec · f2 bílý pěšec · g2 bílý pěšec · h2 bílý pěšec · c1 bílý král · d1 bílý věž · h1 bílý věž | c8 černý střelec · d8 černý král · f8 černý střelec · h8 černý věž · c7 černý pěšec · e7 černý jezdec · g7 černý pěšec · h7 černý pěšec · a6 černý pěšec · c6 černý pěšec · e5 černý pěšec · e4 bílý pěšec · c3 bílý jezdec · e3 bílý střelec · a2 bílý pěšec · b2 černý věž · c2 bílý pěšec · f2 bílý pěšec · g2 bílý pěšec · h2 bílý pěšec · c1 bílý král · d1 bílý věž · h1 bílý věž | c8 černý střelec · d8 černý král · f8 černý střelec · h8 černý věž · c7 černý pěšec · e7 černý jezdec · g7 černý pěšec · h7 černý pěšec · a6 černý pěšec · c6 černý pěšec · e5 černý pěšec · e4 bílý pěšec · c3 bílý jezdec · e3 bílý střelec · a2 bílý pěšec · b2 černý věž · c2 bílý pěšec · f2 bílý pěšec · g2 bílý pěšec · h2 bílý pěšec · c1 bílý král · d1 bílý věž · h1 bílý věž | 8 |
| 7 | c8 černý střelec · d8 černý král · f8 černý střelec · h8 černý věž · c7 černý pěšec · e7 černý jezdec · g7 černý pěšec · h7 černý pěšec · a6 černý pěšec · c6 černý pěšec · e5 černý pěšec · e4 bílý pěšec · c3 bílý jezdec · e3 bílý střelec · a2 bílý pěšec · b2 černý věž · c2 bílý pěšec · f2 bílý pěšec · g2 bílý pěšec · h2 bílý pěšec · c1 bílý král · d1 bílý věž · h1 bílý věž | c8 černý střelec · d8 černý král · f8 černý střelec · h8 černý věž · c7 černý pěšec · e7 černý jezdec · g7 černý pěšec · h7 černý pěšec · a6 černý pěšec · c6 černý pěšec · e5 černý pěšec · e4 bílý pěšec · c3 bílý jezdec · e3 bílý střelec · a2 bílý pěšec · b2 černý věž · c2 bílý pěšec · f2 bílý pěšec · g2 bílý pěšec · h2 bílý pěšec · c1 bílý král · d1 bílý věž · h1 bílý věž | c8 černý střelec · d8 černý král · f8 černý střelec · h8 černý věž · c7 černý pěšec · e7 černý jezdec · g7 černý pěšec · h7 černý pěšec · a6 černý pěšec · c6 černý pěšec · e5 černý pěšec · e4 bílý pěšec · c3 bílý jezdec · e3 bílý střelec · a2 bílý pěšec · b2 černý věž · c2 bílý pěšec · f2 bílý pěšec · g2 bílý pěšec · h2 bílý pěšec · c1 bílý král · d1 bílý věž · h1 bílý věž | c8 černý střelec · d8 černý král · f8 černý střelec · h8 černý věž · c7 černý pěšec · e7 černý jezdec · g7 černý pěšec · h7 černý pěšec · a6 černý pěšec · c6 černý pěšec · e5 černý pěšec · e4 bílý pěšec · c3 bílý jezdec · e3 bílý střelec · a2 bílý pěšec · b2 černý věž · c2 bílý pěšec · f2 bílý pěšec · g2 bílý pěšec · h2 bílý pěšec · c1 bílý král · d1 bílý věž · h1 bílý věž | c8 černý střelec · d8 černý král · f8 černý střelec · h8 černý věž · c7 černý pěšec · e7 černý jezdec · g7 černý pěšec · h7 černý pěšec · a6 černý pěšec · c6 černý pěšec · e5 černý pěšec · e4 bílý pěšec · c3 bílý jezdec · e3 bílý střelec · a2 bílý pěšec · b2 černý věž · c2 bílý pěšec · f2 bílý pěšec · g2 bílý pěšec · h2 bílý pěšec · c1 bílý král · d1 bílý věž · h1 bílý věž | c8 černý střelec · d8 černý král · f8 černý střelec · h8 černý věž · c7 černý pěšec · e7 černý jezdec · g7 černý pěšec · h7 černý pěšec · a6 černý pěšec · c6 černý pěšec · e5 černý pěšec · e4 bílý pěšec · c3 bílý jezdec · e3 bílý střelec · a2 bílý pěšec · b2 černý věž · c2 bílý pěšec · f2 bílý pěšec · g2 bílý pěšec · h2 bílý pěšec · c1 bílý král · d1 bílý věž · h1 bílý věž | c8 černý střelec · d8 černý král · f8 černý střelec · h8 černý věž · c7 černý pěšec · e7 černý jezdec · g7 černý pěšec · h7 černý pěšec · a6 černý pěšec · c6 černý pěšec · e5 černý pěšec · e4 bílý pěšec · c3 bílý jezdec · e3 bílý střelec · a2 bílý pěšec · b2 černý věž · c2 bílý pěšec · f2 bílý pěšec · g2 bílý pěšec · h2 bílý pěšec · c1 bílý král · d1 bílý věž · h1 bílý věž | c8 černý střelec · d8 černý král · f8 černý střelec · h8 černý věž · c7 černý pěšec · e7 černý jezdec · g7 černý pěšec · h7 černý pěšec · a6 černý pěšec · c6 černý pěšec · e5 černý pěšec · e4 bílý pěšec · c3 bílý jezdec · e3 bílý střelec · a2 bílý pěšec · b2 černý věž · c2 bílý pěšec · f2 bílý pěšec · g2 bílý pěšec · h2 bílý pěšec · c1 bílý král · d1 bílý věž · h1 bílý věž | 7 |
| 6 | c8 černý střelec · d8 černý král · f8 černý střelec · h8 černý věž · c7 černý pěšec · e7 černý jezdec · g7 černý pěšec · h7 černý pěšec · a6 černý pěšec · c6 černý pěšec · e5 černý pěšec · e4 bílý pěšec · c3 bílý jezdec · e3 bílý střelec · a2 bílý pěšec · b2 černý věž · c2 bílý pěšec · f2 bílý pěšec · g2 bílý pěšec · h2 bílý pěšec · c1 bílý král · d1 bílý věž · h1 bílý věž | c8 černý střelec · d8 černý král · f8 černý střelec · h8 černý věž · c7 černý pěšec · e7 černý jezdec · g7 černý pěšec · h7 černý pěšec · a6 černý pěšec · c6 černý pěšec · e5 černý pěšec · e4 bílý pěšec · c3 bílý jezdec · e3 bílý střelec · a2 bílý pěšec · b2 černý věž · c2 bílý pěšec · f2 bílý pěšec · g2 bílý pěšec · h2 bílý pěšec · c1 bílý král · d1 bílý věž · h1 bílý věž | c8 černý střelec · d8 černý král · f8 černý střelec · h8 černý věž · c7 černý pěšec · e7 černý jezdec · g7 černý pěšec · h7 černý pěšec · a6 černý pěšec · c6 černý pěšec · e5 černý pěšec · e4 bílý pěšec · c3 bílý jezdec · e3 bílý střelec · a2 bílý pěšec · b2 černý věž · c2 bílý pěšec · f2 bílý pěšec · g2 bílý pěšec · h2 bílý pěšec · c1 bílý král · d1 bílý věž · h1 bílý věž | c8 černý střelec · d8 černý král · f8 černý střelec · h8 černý věž · c7 černý pěšec · e7 černý jezdec · g7 černý pěšec · h7 černý pěšec · a6 černý pěšec · c6 černý pěšec · e5 černý pěšec · e4 bílý pěšec · c3 bílý jezdec · e3 bílý střelec · a2 bílý pěšec · b2 černý věž · c2 bílý pěšec · f2 bílý pěšec · g2 bílý pěšec · h2 bílý pěšec · c1 bílý král · d1 bílý věž · h1 bílý věž | c8 černý střelec · d8 černý král · f8 černý střelec · h8 černý věž · c7 černý pěšec · e7 černý jezdec · g7 černý pěšec · h7 černý pěšec · a6 černý pěšec · c6 černý pěšec · e5 černý pěšec · e4 bílý pěšec · c3 bílý jezdec · e3 bílý střelec · a2 bílý pěšec · b2 černý věž · c2 bílý pěšec · f2 bílý pěšec · g2 bílý pěšec · h2 bílý pěšec · c1 bílý král · d1 bílý věž · h1 bílý věž | c8 černý střelec · d8 černý král · f8 černý střelec · h8 černý věž · c7 černý pěšec · e7 černý jezdec · g7 černý pěšec · h7 černý pěšec · a6 černý pěšec · c6 černý pěšec · e5 černý pěšec · e4 bílý pěšec · c3 bílý jezdec · e3 bílý střelec · a2 bílý pěšec · b2 černý věž · c2 bílý pěšec · f2 bílý pěšec · g2 bílý pěšec · h2 bílý pěšec · c1 bílý král · d1 bílý věž · h1 bílý věž | c8 černý střelec · d8 černý král · f8 černý střelec · h8 černý věž · c7 černý pěšec · e7 černý jezdec · g7 černý pěšec · h7 černý pěšec · a6 černý pěšec · c6 černý pěšec · e5 černý pěšec · e4 bílý pěšec · c3 bílý jezdec · e3 bílý střelec · a2 bílý pěšec · b2 černý věž · c2 bílý pěšec · f2 bílý pěšec · g2 bílý pěšec · h2 bílý pěšec · c1 bílý král · d1 bílý věž · h1 bílý věž | c8 černý střelec · d8 černý král · f8 černý střelec · h8 černý věž · c7 černý pěšec · e7 černý jezdec · g7 černý pěšec · h7 černý pěšec · a6 černý pěšec · c6 černý pěšec · e5 černý pěšec · e4 bílý pěšec · c3 bílý jezdec · e3 bílý střelec · a2 bílý pěšec · b2 černý věž · c2 bílý pěšec · f2 bílý pěšec · g2 bílý pěšec · h2 bílý pěšec · c1 bílý král · d1 bílý věž · h1 bílý věž | 6 |
| 5 | c8 černý střelec · d8 černý král · f8 černý střelec · h8 černý věž · c7 černý pěšec · e7 černý jezdec · g7 černý pěšec · h7 černý pěšec · a6 černý pěšec · c6 černý pěšec · e5 černý pěšec · e4 bílý pěšec · c3 bílý jezdec · e3 bílý střelec · a2 bílý pěšec · b2 černý věž · c2 bílý pěšec · f2 bílý pěšec · g2 bílý pěšec · h2 bílý pěšec · c1 bílý král · d1 bílý věž · h1 bílý věž | c8 černý střelec · d8 černý král · f8 černý střelec · h8 černý věž · c7 černý pěšec · e7 černý jezdec · g7 černý pěšec · h7 černý pěšec · a6 černý pěšec · c6 černý pěšec · e5 černý pěšec · e4 bílý pěšec · c3 bílý jezdec · e3 bílý střelec · a2 bílý pěšec · b2 černý věž · c2 bílý pěšec · f2 bílý pěšec · g2 bílý pěšec · h2 bílý pěšec · c1 bílý král · d1 bílý věž · h1 bílý věž | c8 černý střelec · d8 černý král · f8 černý střelec · h8 černý věž · c7 černý pěšec · e7 černý jezdec · g7 černý pěšec · h7 černý pěšec · a6 černý pěšec · c6 černý pěšec · e5 černý pěšec · e4 bílý pěšec · c3 bílý jezdec · e3 bílý střelec · a2 bílý pěšec · b2 černý věž · c2 bílý pěšec · f2 bílý pěšec · g2 bílý pěšec · h2 bílý pěšec · c1 bílý král · d1 bílý věž · h1 bílý věž | c8 černý střelec · d8 černý král · f8 černý střelec · h8 černý věž · c7 černý pěšec · e7 černý jezdec · g7 černý pěšec · h7 černý pěšec · a6 černý pěšec · c6 černý pěšec · e5 černý pěšec · e4 bílý pěšec · c3 bílý jezdec · e3 bílý střelec · a2 bílý pěšec · b2 černý věž · c2 bílý pěšec · f2 bílý pěšec · g2 bílý pěšec · h2 bílý pěšec · c1 bílý král · d1 bílý věž · h1 bílý věž | c8 černý střelec · d8 černý král · f8 černý střelec · h8 černý věž · c7 černý pěšec · e7 černý jezdec · g7 černý pěšec · h7 černý pěšec · a6 černý pěšec · c6 černý pěšec · e5 černý pěšec · e4 bílý pěšec · c3 bílý jezdec · e3 bílý střelec · a2 bílý pěšec · b2 černý věž · c2 bílý pěšec · f2 bílý pěšec · g2 bílý pěšec · h2 bílý pěšec · c1 bílý král · d1 bílý věž · h1 bílý věž | c8 černý střelec · d8 černý král · f8 černý střelec · h8 černý věž · c7 černý pěšec · e7 černý jezdec · g7 černý pěšec · h7 černý pěšec · a6 černý pěšec · c6 černý pěšec · e5 černý pěšec · e4 bílý pěšec · c3 bílý jezdec · e3 bílý střelec · a2 bílý pěšec · b2 černý věž · c2 bílý pěšec · f2 bílý pěšec · g2 bílý pěšec · h2 bílý pěšec · c1 bílý král · d1 bílý věž · h1 bílý věž | c8 černý střelec · d8 černý král · f8 černý střelec · h8 černý věž · c7 černý pěšec · e7 černý jezdec · g7 černý pěšec · h7 černý pěšec · a6 černý pěšec · c6 černý pěšec · e5 černý pěšec · e4 bílý pěšec · c3 bílý jezdec · e3 bílý střelec · a2 bílý pěšec · b2 černý věž · c2 bílý pěšec · f2 bílý pěšec · g2 bílý pěšec · h2 bílý pěšec · c1 bílý král · d1 bílý věž · h1 bílý věž | c8 černý střelec · d8 černý král · f8 černý střelec · h8 černý věž · c7 černý pěšec · e7 černý jezdec · g7 černý pěšec · h7 černý pěšec · a6 černý pěšec · c6 černý pěšec · e5 černý pěšec · e4 bílý pěšec · c3 bílý jezdec · e3 bílý střelec · a2 bílý pěšec · b2 černý věž · c2 bílý pěšec · f2 bílý pěšec · g2 bílý pěšec · h2 bílý pěšec · c1 bílý král · d1 bílý věž · h1 bílý věž | 5 |
| 4 | c8 černý střelec · d8 černý král · f8 černý střelec · h8 černý věž · c7 černý pěšec · e7 černý jezdec · g7 černý pěšec · h7 černý pěšec · a6 černý pěšec · c6 černý pěšec · e5 černý pěšec · e4 bílý pěšec · c3 bílý jezdec · e3 bílý střelec · a2 bílý pěšec · b2 černý věž · c2 bílý pěšec · f2 bílý pěšec · g2 bílý pěšec · h2 bílý pěšec · c1 bílý král · d1 bílý věž · h1 bílý věž | c8 černý střelec · d8 černý král · f8 černý střelec · h8 černý věž · c7 černý pěšec · e7 černý jezdec · g7 černý pěšec · h7 černý pěšec · a6 černý pěšec · c6 černý pěšec · e5 černý pěšec · e4 bílý pěšec · c3 bílý jezdec · e3 bílý střelec · a2 bílý pěšec · b2 černý věž · c2 bílý pěšec · f2 bílý pěšec · g2 bílý pěšec · h2 bílý pěšec · c1 bílý král · d1 bílý věž · h1 bílý věž | c8 černý střelec · d8 černý král · f8 černý střelec · h8 černý věž · c7 černý pěšec · e7 černý jezdec · g7 černý pěšec · h7 černý pěšec · a6 černý pěšec · c6 černý pěšec · e5 černý pěšec · e4 bílý pěšec · c3 bílý jezdec · e3 bílý střelec · a2 bílý pěšec · b2 černý věž · c2 bílý pěšec · f2 bílý pěšec · g2 bílý pěšec · h2 bílý pěšec · c1 bílý král · d1 bílý věž · h1 bílý věž | c8 černý střelec · d8 černý král · f8 černý střelec · h8 černý věž · c7 černý pěšec · e7 černý jezdec · g7 černý pěšec · h7 černý pěšec · a6 černý pěšec · c6 černý pěšec · e5 černý pěšec · e4 bílý pěšec · c3 bílý jezdec · e3 bílý střelec · a2 bílý pěšec · b2 černý věž · c2 bílý pěšec · f2 bílý pěšec · g2 bílý pěšec · h2 bílý pěšec · c1 bílý král · d1 bílý věž · h1 bílý věž | c8 černý střelec · d8 černý král · f8 černý střelec · h8 černý věž · c7 černý pěšec · e7 černý jezdec · g7 černý pěšec · h7 černý pěšec · a6 černý pěšec · c6 černý pěšec · e5 černý pěšec · e4 bílý pěšec · c3 bílý jezdec · e3 bílý střelec · a2 bílý pěšec · b2 černý věž · c2 bílý pěšec · f2 bílý pěšec · g2 bílý pěšec · h2 bílý pěšec · c1 bílý král · d1 bílý věž · h1 bílý věž | c8 černý střelec · d8 černý král · f8 černý střelec · h8 černý věž · c7 černý pěšec · e7 černý jezdec · g7 černý pěšec · h7 černý pěšec · a6 černý pěšec · c6 černý pěšec · e5 černý pěšec · e4 bílý pěšec · c3 bílý jezdec · e3 bílý střelec · a2 bílý pěšec · b2 černý věž · c2 bílý pěšec · f2 bílý pěšec · g2 bílý pěšec · h2 bílý pěšec · c1 bílý král · d1 bílý věž · h1 bílý věž | c8 černý střelec · d8 černý král · f8 černý střelec · h8 černý věž · c7 černý pěšec · e7 černý jezdec · g7 černý pěšec · h7 černý pěšec · a6 černý pěšec · c6 černý pěšec · e5 černý pěšec · e4 bílý pěšec · c3 bílý jezdec · e3 bílý střelec · a2 bílý pěšec · b2 černý věž · c2 bílý pěšec · f2 bílý pěšec · g2 bílý pěšec · h2 bílý pěšec · c1 bílý král · d1 bílý věž · h1 bílý věž | c8 černý střelec · d8 černý král · f8 černý střelec · h8 černý věž · c7 černý pěšec · e7 černý jezdec · g7 černý pěšec · h7 černý pěšec · a6 černý pěšec · c6 černý pěšec · e5 černý pěšec · e4 bílý pěšec · c3 bílý jezdec · e3 bílý střelec · a2 bílý pěšec · b2 černý věž · c2 bílý pěšec · f2 bílý pěšec · g2 bílý pěšec · h2 bílý pěšec · c1 bílý král · d1 bílý věž · h1 bílý věž | 4 |
| 3 | c8 černý střelec · d8 černý král · f8 černý střelec · h8 černý věž · c7 černý pěšec · e7 černý jezdec · g7 černý pěšec · h7 černý pěšec · a6 černý pěšec · c6 černý pěšec · e5 černý pěšec · e4 bílý pěšec · c3 bílý jezdec · e3 bílý střelec · a2 bílý pěšec · b2 černý věž · c2 bílý pěšec · f2 bílý pěšec · g2 bílý pěšec · h2 bílý pěšec · c1 bílý král · d1 bílý věž · h1 bílý věž | c8 černý střelec · d8 černý král · f8 černý střelec · h8 černý věž · c7 černý pěšec · e7 černý jezdec · g7 černý pěšec · h7 černý pěšec · a6 černý pěšec · c6 černý pěšec · e5 černý pěšec · e4 bílý pěšec · c3 bílý jezdec · e3 bílý střelec · a2 bílý pěšec · b2 černý věž · c2 bílý pěšec · f2 bílý pěšec · g2 bílý pěšec · h2 bílý pěšec · c1 bílý král · d1 bílý věž · h1 bílý věž | c8 černý střelec · d8 černý král · f8 černý střelec · h8 černý věž · c7 černý pěšec · e7 černý jezdec · g7 černý pěšec · h7 černý pěšec · a6 černý pěšec · c6 černý pěšec · e5 černý pěšec · e4 bílý pěšec · c3 bílý jezdec · e3 bílý střelec · a2 bílý pěšec · b2 černý věž · c2 bílý pěšec · f2 bílý pěšec · g2 bílý pěšec · h2 bílý pěšec · c1 bílý král · d1 bílý věž · h1 bílý věž | c8 černý střelec · d8 černý král · f8 černý střelec · h8 černý věž · c7 černý pěšec · e7 černý jezdec · g7 černý pěšec · h7 černý pěšec · a6 černý pěšec · c6 černý pěšec · e5 černý pěšec · e4 bílý pěšec · c3 bílý jezdec · e3 bílý střelec · a2 bílý pěšec · b2 černý věž · c2 bílý pěšec · f2 bílý pěšec · g2 bílý pěšec · h2 bílý pěšec · c1 bílý král · d1 bílý věž · h1 bílý věž | c8 černý střelec · d8 černý král · f8 černý střelec · h8 černý věž · c7 černý pěšec · e7 černý jezdec · g7 černý pěšec · h7 černý pěšec · a6 černý pěšec · c6 černý pěšec · e5 černý pěšec · e4 bílý pěšec · c3 bílý jezdec · e3 bílý střelec · a2 bílý pěšec · b2 černý věž · c2 bílý pěšec · f2 bílý pěšec · g2 bílý pěšec · h2 bílý pěšec · c1 bílý král · d1 bílý věž · h1 bílý věž | c8 černý střelec · d8 černý král · f8 černý střelec · h8 černý věž · c7 černý pěšec · e7 černý jezdec · g7 černý pěšec · h7 černý pěšec · a6 černý pěšec · c6 černý pěšec · e5 černý pěšec · e4 bílý pěšec · c3 bílý jezdec · e3 bílý střelec · a2 bílý pěšec · b2 černý věž · c2 bílý pěšec · f2 bílý pěšec · g2 bílý pěšec · h2 bílý pěšec · c1 bílý král · d1 bílý věž · h1 bílý věž | c8 černý střelec · d8 černý král · f8 černý střelec · h8 černý věž · c7 černý pěšec · e7 černý jezdec · g7 černý pěšec · h7 černý pěšec · a6 černý pěšec · c6 černý pěšec · e5 černý pěšec · e4 bílý pěšec · c3 bílý jezdec · e3 bílý střelec · a2 bílý pěšec · b2 černý věž · c2 bílý pěšec · f2 bílý pěšec · g2 bílý pěšec · h2 bílý pěšec · c1 bílý král · d1 bílý věž · h1 bílý věž | c8 černý střelec · d8 černý král · f8 černý střelec · h8 černý věž · c7 černý pěšec · e7 černý jezdec · g7 černý pěšec · h7 černý pěšec · a6 černý pěšec · c6 černý pěšec · e5 černý pěšec · e4 bílý pěšec · c3 bílý jezdec · e3 bílý střelec · a2 bílý pěšec · b2 černý věž · c2 bílý pěšec · f2 bílý pěšec · g2 bílý pěšec · h2 bílý pěšec · c1 bílý král · d1 bílý věž · h1 bílý věž | 3 |
| 2 | c8 černý střelec · d8 černý král · f8 černý střelec · h8 černý věž · c7 černý pěšec · e7 černý jezdec · g7 černý pěšec · h7 černý pěšec · a6 černý pěšec · c6 černý pěšec · e5 černý pěšec · e4 bílý pěšec · c3 bílý jezdec · e3 bílý střelec · a2 bílý pěšec · b2 černý věž · c2 bílý pěšec · f2 bílý pěšec · g2 bílý pěšec · h2 bílý pěšec · c1 bílý král · d1 bílý věž · h1 bílý věž | c8 černý střelec · d8 černý král · f8 černý střelec · h8 černý věž · c7 černý pěšec · e7 černý jezdec · g7 černý pěšec · h7 černý pěšec · a6 černý pěšec · c6 černý pěšec · e5 černý pěšec · e4 bílý pěšec · c3 bílý jezdec · e3 bílý střelec · a2 bílý pěšec · b2 černý věž · c2 bílý pěšec · f2 bílý pěšec · g2 bílý pěšec · h2 bílý pěšec · c1 bílý král · d1 bílý věž · h1 bílý věž | c8 černý střelec · d8 černý král · f8 černý střelec · h8 černý věž · c7 černý pěšec · e7 černý jezdec · g7 černý pěšec · h7 černý pěšec · a6 černý pěšec · c6 černý pěšec · e5 černý pěšec · e4 bílý pěšec · c3 bílý jezdec · e3 bílý střelec · a2 bílý pěšec · b2 černý věž · c2 bílý pěšec · f2 bílý pěšec · g2 bílý pěšec · h2 bílý pěšec · c1 bílý král · d1 bílý věž · h1 bílý věž | c8 černý střelec · d8 černý král · f8 černý střelec · h8 černý věž · c7 černý pěšec · e7 černý jezdec · g7 černý pěšec · h7 černý pěšec · a6 černý pěšec · c6 černý pěšec · e5 černý pěšec · e4 bílý pěšec · c3 bílý jezdec · e3 bílý střelec · a2 bílý pěšec · b2 černý věž · c2 bílý pěšec · f2 bílý pěšec · g2 bílý pěšec · h2 bílý pěšec · c1 bílý král · d1 bílý věž · h1 bílý věž | c8 černý střelec · d8 černý král · f8 černý střelec · h8 černý věž · c7 černý pěšec · e7 černý jezdec · g7 černý pěšec · h7 černý pěšec · a6 černý pěšec · c6 černý pěšec · e5 černý pěšec · e4 bílý pěšec · c3 bílý jezdec · e3 bílý střelec · a2 bílý pěšec · b2 černý věž · c2 bílý pěšec · f2 bílý pěšec · g2 bílý pěšec · h2 bílý pěšec · c1 bílý král · d1 bílý věž · h1 bílý věž | c8 černý střelec · d8 černý král · f8 černý střelec · h8 černý věž · c7 černý pěšec · e7 černý jezdec · g7 černý pěšec · h7 černý pěšec · a6 černý pěšec · c6 černý pěšec · e5 černý pěšec · e4 bílý pěšec · c3 bílý jezdec · e3 bílý střelec · a2 bílý pěšec · b2 černý věž · c2 bílý pěšec · f2 bílý pěšec · g2 bílý pěšec · h2 bílý pěšec · c1 bílý král · d1 bílý věž · h1 bílý věž | c8 černý střelec · d8 černý král · f8 černý střelec · h8 černý věž · c7 černý pěšec · e7 černý jezdec · g7 černý pěšec · h7 černý pěšec · a6 černý pěšec · c6 černý pěšec · e5 černý pěšec · e4 bílý pěšec · c3 bílý jezdec · e3 bílý střelec · a2 bílý pěšec · b2 černý věž · c2 bílý pěšec · f2 bílý pěšec · g2 bílý pěšec · h2 bílý pěšec · c1 bílý král · d1 bílý věž · h1 bílý věž | c8 černý střelec · d8 černý král · f8 černý střelec · h8 černý věž · c7 černý pěšec · e7 černý jezdec · g7 černý pěšec · h7 černý pěšec · a6 černý pěšec · c6 černý pěšec · e5 černý pěšec · e4 bílý pěšec · c3 bílý jezdec · e3 bílý střelec · a2 bílý pěšec · b2 černý věž · c2 bílý pěšec · f2 bílý pěšec · g2 bílý pěšec · h2 bílý pěšec · c1 bílý král · d1 bílý věž · h1 bílý věž | 2 |
| 1 | c8 černý střelec · d8 černý král · f8 černý střelec · h8 černý věž · c7 černý pěšec · e7 černý jezdec · g7 černý pěšec · h7 černý pěšec · a6 černý pěšec · c6 černý pěšec · e5 černý pěšec · e4 bílý pěšec · c3 bílý jezdec · e3 bílý střelec · a2 bílý pěšec · b2 černý věž · c2 bílý pěšec · f2 bílý pěšec · g2 bílý pěšec · h2 bílý pěšec · c1 bílý král · d1 bílý věž · h1 bílý věž | c8 černý střelec · d8 černý král · f8 černý střelec · h8 černý věž · c7 černý pěšec · e7 černý jezdec · g7 černý pěšec · h7 černý pěšec · a6 černý pěšec · c6 černý pěšec · e5 černý pěšec · e4 bílý pěšec · c3 bílý jezdec · e3 bílý střelec · a2 bílý pěšec · b2 černý věž · c2 bílý pěšec · f2 bílý pěšec · g2 bílý pěšec · h2 bílý pěšec · c1 bílý král · d1 bílý věž · h1 bílý věž | c8 černý střelec · d8 černý král · f8 černý střelec · h8 černý věž · c7 černý pěšec · e7 černý jezdec · g7 černý pěšec · h7 černý pěšec · a6 černý pěšec · c6 černý pěšec · e5 černý pěšec · e4 bílý pěšec · c3 bílý jezdec · e3 bílý střelec · a2 bílý pěšec · b2 černý věž · c2 bílý pěšec · f2 bílý pěšec · g2 bílý pěšec · h2 bílý pěšec · c1 bílý král · d1 bílý věž · h1 bílý věž | c8 černý střelec · d8 černý král · f8 černý střelec · h8 černý věž · c7 černý pěšec · e7 černý jezdec · g7 černý pěšec · h7 černý pěšec · a6 černý pěšec · c6 černý pěšec · e5 černý pěšec · e4 bílý pěšec · c3 bílý jezdec · e3 bílý střelec · a2 bílý pěšec · b2 černý věž · c2 bílý pěšec · f2 bílý pěšec · g2 bílý pěšec · h2 bílý pěšec · c1 bílý král · d1 bílý věž · h1 bílý věž | c8 černý střelec · d8 černý král · f8 černý střelec · h8 černý věž · c7 černý pěšec · e7 černý jezdec · g7 černý pěšec · h7 černý pěšec · a6 černý pěšec · c6 černý pěšec · e5 černý pěšec · e4 bílý pěšec · c3 bílý jezdec · e3 bílý střelec · a2 bílý pěšec · b2 černý věž · c2 bílý pěšec · f2 bílý pěšec · g2 bílý pěšec · h2 bílý pěšec · c1 bílý král · d1 bílý věž · h1 bílý věž | c8 černý střelec · d8 černý král · f8 černý střelec · h8 černý věž · c7 černý pěšec · e7 černý jezdec · g7 černý pěšec · h7 černý pěšec · a6 černý pěšec · c6 černý pěšec · e5 černý pěšec · e4 bílý pěšec · c3 bílý jezdec · e3 bílý střelec · a2 bílý pěšec · b2 černý věž · c2 bílý pěšec · f2 bílý pěšec · g2 bílý pěšec · h2 bílý pěšec · c1 bílý král · d1 bílý věž · h1 bílý věž | c8 černý střelec · d8 černý král · f8 černý střelec · h8 černý věž · c7 černý pěšec · e7 černý jezdec · g7 černý pěšec · h7 černý pěšec · a6 černý pěšec · c6 černý pěšec · e5 černý pěšec · e4 bílý pěšec · c3 bílý jezdec · e3 bílý střelec · a2 bílý pěšec · b2 černý věž · c2 bílý pěšec · f2 bílý pěšec · g2 bílý pěšec · h2 bílý pěšec · c1 bílý král · d1 bílý věž · h1 bílý věž | c8 černý střelec · d8 černý král · f8 černý střelec · h8 černý věž · c7 černý pěšec · e7 černý jezdec · g7 černý pěšec · h7 černý pěšec · a6 černý pěšec · c6 černý pěšec · e5 černý pěšec · e4 bílý pěšec · c3 bílý jezdec · e3 bílý střelec · a2 bílý pěšec · b2 černý věž · c2 bílý pěšec · f2 bílý pěšec · g2 bílý pěšec · h2 bílý pěšec · c1 bílý král · d1 bílý věž · h1 bílý věž | 1 |
|   | a | b | c | d | e | f | g | h |   |

Černý v uvedeném případu netuší, že se dopustil vážné chyby, neboť bílý jej v dalším tahu připraví o věž. I přestože je podobný útok na figuru spíše kuriozitou, vyskytuje se i v reálných partiích. Pozice na diagramu vychází z jedné z variant španělské hry a popisuje ji Luděk Pachman.